# Светско првенство у хокеју на леду 2016.
Светско првенство у хокеју на леду 2016. било је 80. по реду такмичењу за наслов титуле светског првака у хокеју на леду у организацији Светске хокејашке федерације (ИИХФ). Турнир се одржавао у периоду од 6. маја до 22. маја 2016. у Русији. Све утакмице играле су се у Спортском центру Јубилејни у Санкт Петербургу (дворана капацитета 7.000 седећих места) и ВТБ леденој дворани у Москви (капацитета 12.100 места). Био је то 7. пут да је Русија домаћин светских првенстава у хокеју на леду.
Титулу светског првака освојену годину дана раније у Чешкој са успехом је одбранила репрезентација Канаде, која је у финалној утакмици савладала репрезентацију Финске са 2:0. Бронзану медаљу освојила је репрезентација домаћина Русије након што је у мечу за треће место декласирала Сједињене Државе резултатом 7:2. На такмичењу се по први пут након 6 година појавила репрезентација Мађарске, односно репрезентација Казахстана након једногодишње паузе. Обе екипе заузеле су последња места усвојим групама и испале у нижи ранг такмичења.
За најбољег играча турнира проглашен је левокрилни нападач ререзентације Финске Патрик Лаине, а најефикаснији играч је Рус Вадим Шипачов са индексом од 18 поена (6 голова и 12 асистенција). На укупно одигране 64 утакмице постигнута су 363 гола, или у просеку 5,67 голова по утакмици, док је све утакмице пратило уживо 417.414 гледалаца, односно у просеку 6.522 гледаоца по утакмици.

## Избор домаћина
На конгресу ИИХФ-а одржаном 17. септембра 2010. у Порторожу у Словенији званично су поднесене 4 кандидатуре за организацијом Светског првенства 2016. године. Званичне кандидатуре тада су поднели Русија (Москва и Санкт Петербург), Данска (Копенхаген и Хернинг), Украјина (Кијев) и Летонија (Рига и Вентспилс). Међутим Летонија је убрзо повукла своју кандидатуру и преусмерила се на организацију првенства 2017. године, а убрзо после њих исто су учинили и Данска и Украјина.
На конгресу ИИХФ-а одржаном 13. маја 2011. у Братислави званично је одлучено да Русија као једини преостали кандидат организује Светско првенство 2016. године. Тако је Русија по 7. пут добила организацију најјачег светског такмичења у хокеју на леду (4. пута као Совјетски Савез).

## Дворане
Све утакмице на првенству играле су се у две дворане у два града, у Санкт Петербургу и Москви. Иако је првобитно било планирано да се утакмице играју у московској Мегаспорт арени, односно петербуршкој Леденој дворани накнадно је одлучено да се такмичење одржи у другим дворанама. Тако ће се утакмице у Санкт Петербургу играти у нешто мањој дворани Спортског центрг Јубилејни, капацитета 7.000 седећих места), док ће у Москви играчи наступати у ВТБ леденој дворани капацитета 12.100 седећих места. У Санкт Петербургу ће се играти утакмице А групе и два меча четвртфинала, док ће Москва угостити такмичаре из Б групе и све утакмице завршног дела турнира (укључујући и преостала два меча четвртфинала).
| Русија             |                       |                             |
| Москва             | МоскваСанкт Петербург | Санкт Петербург             |
| Ледена дворана ВТБ | МоскваСанкт Петербург | Спортски центар „Јубилејни” |
| Капацитет: 12.100  | МоскваСанкт Петербург | Капацитет: 7.300            |
|                    | МоскваСанкт Петербург |                             |

## Репрезентације учеснице
На турниру као и претходних неколико година учествује укупно 16 репрезентација подељених у две групе са по 8 екипа. Директан пласман на првенство обезбедило је 14 првопласираних репрезентација са Светског првенства 2015. у Прагу и Острави (укључујући и домаћина Русију), те две најбоље пласиране селекције са Светског првенства прве дивизије 2015. (група А). Са европског континента долази 13 учесника, два учесника су из Северне Америке, док је једна екипа из Азије. У загради се налази позиција екипе на ранг листи ИИХФ након краја такмичарске 2015. године.
| Европа - Белорусија* (9) - Чешка* (6) - Данска* (15) - Финска* (4) - Француска* (12) - Немачка* (13) - Мађарска^ (19) | Европа - Летонија* (10) - Норвешка* (11) - Русија* (2) (домаћин) - Словачка* (8) - Шведска* (3) - Швајцарска* (7) | Северна Америка - Канада* (1) - Сједињене Државе* (5) Азија - Казахстан^ (17) |

* = Аутоматски су се пласирали јер су заузели једно од првих 14 места на светском првенству 2015. године.
^ = Пласирали су се јер су заузели прво и друго место у Дивизији I, група А 2015. године

## Систем такмичења
На турниру учествује укупно 16 репрезентација које су у основном делу подељене у две групе са по 8 екипа. Након седам одиграних кола групне фазе где се игра по једнокружном бод систему свако са сваким по 4 првопласиране селекције из обе групе такмичење настављају у четвртфиналу, док две последњепласиране екипе из обе групе испадају у нижи ранг такмичења. У случају да селекције Немачке и Француске у групи Б као домаћини наредног турнира заузму једно од последњих места која воде у нижи ранг такмичења, у нижи ранг такмичења испашће једино последњепласирани тим из групе А.
Распоред бодова у групној фази одвија се по следећем систему:
- 3 бода - победа након 60 минута игре;
- 2 бода - победа након продужетка или после извођења пенала;
- 1 бод - пораз након продужетка или извођења пенала;
- 0 бодова - пораз након 60 минута игре.

У групној фази евентуални продужетак траје 5 минута, а игра се до „златног гола“ (победник је екипа која прва постигне погодак), док је у елиминационим фазама трајање продужетка 10 минута, изузев у финалу где продужетак траје 20 минута. У случају да у продужетку није постигнут погодак изводе се пенали. Пенал серију започињу по три играча оба тима, а победник је екипа која постигне више голова. Уколико је након почетне серије резултат и даље нерешен, извођење пенала се наставља „системом један за један“ све док једна од екипа не оствари предност.
Уколико су две или више екипа групну фазу завршиле са истим бројем бодова предност имају екипе које су имале бољи међусобни скор у директном дуелу, затим бољу гол разлику, потом више постигнутих голова, те на крају на основу пласмана на ИИХФ ранг листи.
Коначан пласман на позицијама од 5. до 16. места одређен је на основу резултата у групној и елиминационој фази.

### Састави тимова
Свака репрезентација у свом саставу може имати најмање 15 играча на позицијама у нападу и одбрани и 2 голмана, односно максимално по 22 играча у пољу и 3 голмана. Сваки играч мора бити држављанин земље коју представља, односно у случају промене држављанства да је најмање две године наступао у националном првенству своје нове домовине. Уколико у току трајања првенства дође до повреде неког од играча свака екипа има право да уместо повређеног играча у тим накнадно уврсти новог играча. Свака репрезентација мора да достави званичан састав за сваку утакмицу најкасније два сата пре почетка меча.

### Списак судија
Међународна хокејашка федерација је за турнир делегирала по 16 главних и линијских судија, а званичан списак судија објављен је 2. марта 2016. Судије и помоћници долазе из 12 различитих земаља, а одређени су селекцијом између 63 кандидата са искуством у међународним и националним такмичењима.
| - Максим Сидоренко - Брет Ајверсон - Мартин Франо - Антоњин Јержабек - Стефан Фонселијус - Алекси Рантала - Данијел Пјечажек - Петер Габеј | - Роман Гофман - Константин Олењин - Тобијас Верли - Марк Виеганд - Јозеф Кубуш - Тобијас Бјерк - Линус Охлунд - Тимоти Мајер |

| - Николас Шартран-Пиш - Вит Ледерер - Мирослав Лхотски - Паси Ниеминен - Сакари Суоминен - Николај Пономарјов - Јон Килијан - Глеб Лазарев | - Александар Отмахов - Николас Флури - Роман Кадерли - Петер Шефчик - Андреас Малмквист - Хенрик Пихлблад - Фрејжер Макинтајр - Џудсон Ритер |

## Групна фаза такмичења
У групној фази такмичења све екипе су подељене у две групе са по 8 тимова. Игра се по једнокружном бод систему у седам кола, а 4 првопласиране селекције из обе групе такмичење настављају у четвртфиналу, док две последњепласиране селекције испадају у нижи ранг такмичења (изузев у групи Б где се налазе селекције Француске и Немачке које као домаћини наредног првенства не могу да испадну у нижи ранг такмичења). Све утакмице групе А играју се у Москвиу, а утакмице групе Б у Санкт Петербургу.
Жреб групне фазе такмичења и сатница одређен је 15. јула 2015. године. Утакмице групне фазе играт ће се укупно 12 дана, од 6. маја до 17. маја. У групној фази одиграт ће се укупно 56 утакмица, односно 28 у свакој од група.
|  | Пласман у четвртфинале        |
|  | Испали у Дивизију I - група A |

Сатница је по локалном времену (московско време, УТЦ+3)

### Група А
| 6. мај 2016. 16:15 | Шведска | 2 : 1 (про) (1:0, 0:0, 0:1; 1:0) | Летонија | ВТБ арена, Москва Посетилаца: 4.420 |

| Извор                                       | Извор           | Извор                      | Извор            | Извор                                                                                          |
| ------------------------------------------- | --------------- | -------------------------- | ---------------- | ---------------------------------------------------------------------------------------------- |
|                                             | Јакоб Маркстрем | Голмани                    | Елвис Мерзљикинс | Судије Стефан Фонселијус Максим Сидоренко Линијске судије Фрејжер Макинтајр Александар Отмахов |
| Јими Ериксон — 02:52 Густав Никвист — 64:06 | 1:0 1:1 2:1     | 52:29 — Кристапс Стонијекс |                  | Судије Стефан Фонселијус Максим Сидоренко Линијске судије Фрејжер Макинтајр Александар Отмахов |
| 10 мин                                      | Искључења       | 10 мин                     |                  | Судије Стефан Фонселијус Максим Сидоренко Линијске судије Фрејжер Макинтајр Александар Отмахов |
| 44                                          | Шутеви на гол   | 21                         |                  | Судије Стефан Фонселијус Максим Сидоренко Линијске судије Фрејжер Макинтајр Александар Отмахов |

| 6. мај 2015. 20:15 | Чешка | 3 : 0 (1:0, 1:0, 1:0) | Русија | ВТБ арена, Москва Посетилаца: 9.696 |

| Извор                                                               | Извор         | Извор   | Извор            | Извор                                                                                |
| ------------------------------------------------------------------- | ------------- | ------- | ---------------- | ------------------------------------------------------------------------------------ |
|                                                                     | Доминик Фурх  | Голмани | Сергеј Бобровски | Судије Данијел Пјехачек Тобијас Верли Линијске судије Паси Нијеминен Хенрик Пихлблад |
| Томаш Кундратек — 14:48 Роман Червенка — 20:48 Михал Бирнер — 58:28 | 1:0 2:0 3:0   |         |                  | Судије Данијел Пјехачек Тобијас Верли Линијске судије Паси Нијеминен Хенрик Пихлблад |
| 10 мин                                                              | Искључења     | 10 мин  |                  | Судије Данијел Пјехачек Тобијас Верли Линијске судије Паси Нијеминен Хенрик Пихлблад |
| 27                                                                  | Шутеви на гол | 25      |                  | Судије Данијел Пјехачек Тобијас Верли Линијске судије Паси Нијеминен Хенрик Пихлблад |

| 7. мај 2016. 12:15 | Швајцарска | 2 : 3 (пен) (1:0, 0:1, 1:1; 0:0; 0:1) | Казахстан | ВТБ арена, Москва Посетилаца: 5.420 |

| Извор | Извор                  | Извор                                                                                                   | Извор            | Извор                                                                         |
| --- | ---------------------- | --- | ---------------- | ----------------------------------------------------------------------------- |
| | Рето Бера              | Голмани                                                                                                 | Виталиј Колесник | Судије Роман Гофман Брет Ајверсон Линијске судије Ник Шартран Пиш Вит Ледерер |
| Самил Валзер — 14:56 Денис Холенштајн — 52:01 Денис Холенштајн Лино Марчини Нино Нидерајтер Лино Марчини | 1:0 1:1 1:2 2:2 Пенали | 30:57 — Роман Савченко 50:30 — Роман Старченко Нејџел Доус Роман Старченко Јевгениј Римарев Нејџел Доус |                  | Судије Роман Гофман Брет Ајверсон Линијске судије Ник Шартран Пиш Вит Ледерер |
| 6 мин | Искључења              | 8 мин                                                                                                   |                  | Судије Роман Гофман Брет Ајверсон Линијске судије Ник Шартран Пиш Вит Ледерер |
| 51 | Шутеви на гол          | 27 |                  | Судије Роман Гофман Брет Ајверсон Линијске судије Ник Шартран Пиш Вит Ледерер |

| 7. мај 2015. 16:15 | Норвешка | 0 : 3 (0:0, 0:2, 0:1) | Данска | ВТБ арена, Москва Посетилаца: 6.668 |

| Извор | Извор         | Извор                                                             | Извор          | Извор                                                                               |
| ----- | ------------- | ----------------------------------------------------------------- | -------------- | ----------------------------------------------------------------------------------- |
|       | Ларс Хауген   | Голмани                                                           | Себастијан Дам | Судије Стефан Фонселијус Тобијас Верли Линијске судије Хенрик Пихлблад Петер Шефчик |
|       | 0:1 0:2 0:3   | 21:06 — Никлас Јенсен 34:12 — Јеспер Јенсен 59:45 — Никлас Јенсен |                | Судије Стефан Фонселијус Тобијас Верли Линијске судије Хенрик Пихлблад Петер Шефчик |
| 4 мин | Искључења     | 16 мин                                                            |                | Судије Стефан Фонселијус Тобијас Верли Линијске судије Хенрик Пихлблад Петер Шефчик |
| 44    | Шутеви на гол | 28                                                                |                | Судије Стефан Фонселијус Тобијас Верли Линијске судије Хенрик Пихлблад Петер Шефчик |

| 7. мај 2016. 20:15 | Летонија | 3 : 4 (пен) (0:2, 1:0, 2:1; 0:0; 0:1) | Чешка | ВТБ арена, Москва Посетилаца: 4.650 |

| Извор | Извор                          | Извор                                                                                                   | Извор          | Извор                                                                                   |
| --- | ------------------------------ | --- | -------------- | --------------------------------------------------------------------------------------- |
| | Едгарс Масаљскис               | Голмани                                                                                                 | Павел Францоуз | Судије Јозеф Кубуш Алекси Рантала Линијске судије Александар Отмахов Николај Пономарјов |
| Робертс Букартс – 35:26 Земгунс Гиргенсонс – 48:20 Микелис Редлихс – 57:41 Родриго Аболс Каспарс Даугавињш Робертс Букартс | 0:1 0:2 1:2 2:2 3:2 3:3 Пенали | 03:33 – Томаш Плеканец 06:23 – Томаш Плеканец 59:01 – Михал Ржепик Лукаш Кашпар Јан Коварж Петар Коукал |                | Судије Јозеф Кубуш Алекси Рантала Линијске судије Александар Отмахов Николај Пономарјов |
| 31 мин | Искључења                      | 8 мин                                                                                                   |                | Судије Јозеф Кубуш Алекси Рантала Линијске судије Александар Отмахов Николај Пономарјов |
| 25 | Шутеви на гол                  | 39 |                | Судије Јозеф Кубуш Алекси Рантала Линијске судије Александар Отмахов Николај Пономарјов |

| 8. мај 2015. 12:15 | Казахстан | 4 : 6 (3:3, 0:1, 1:2) | Русија | ВТБ арена, Москва Посетилаца: 10.122 |

| Извор                                                                                        | Извор                                   | Извор | Извор            | Извор                                                                        |
| -------------------------------------------------------------------------------------------- | --------------------------------------- | --- | ---------------- | ---------------------------------------------------------------------------- |
|                                                                                              | Виталиј Колесник                        | Голмани | Сергеј Бобровски | Судије Јозеф Кубуш Максим Сидоренко Линијске судије Вит Ледерер Петер Шефчик |
| Дастин Бојд – 08:04 Роман Старченко – 09:02 Јевгениј Римарев – 19:46 Максим Семјонов – 41:00 | 0:1 1:1 2:1 2:2 2:3 3:3 3:4 4:4 4:5 4:6 | 06:43 – Јевгениј Дадонов 09:21 – Роман Љубимов 11:11 – Сергеј Мозјакин 38:02 – Антон Белов 43:57 – Антон Белов 48:38 – Роман Љубимов |                  | Судије Јозеф Кубуш Максим Сидоренко Линијске судије Вит Ледерер Петер Шефчик |
| 10 мин                                                                                       | Искључења                               | 8 мин |                  | Судије Јозеф Кубуш Максим Сидоренко Линијске судије Вит Ледерер Петер Шефчик |
| 19                                                                                           | Шутеви на гол                           | 49 |                  | Судије Јозеф Кубуш Максим Сидоренко Линијске судије Вит Ледерер Петер Шефчик |

| 8. мај 2016. 16:15 | Норвешка | 4 : 3 (про) (1:1, 2:0, 0:2; 1:0) | Швајцарска | ВТБ арена, Москва Посетилаца: 4.515 |

| Извор                                                                                            | Извор                       | Извор                                                              | Извор        | Извор                                                                                       |
| ------------------------------------------------------------------------------------------------ | --------------------------- | ------------------------------------------------------------------ | ------------ | ------------------------------------------------------------------------------------------- |
|                                                                                                  | Ларс Волден                 | Голмани                                                            | Роберт Мајер | Судије Данијел Пјечашек Алекси Рантала Линијске судије Фрејжер Макинтајр Николај Пономарјов |
| Кен Андре Олимб – 14:07 Мартин Рејмарк – 23:03 Кен Андре Олимб – 38:03 Андреас Мартинсен – 63:23 | 0:1 1:1 2:1 3:1 3:2 3:3 4:3 | 02:27 – Самил Валзер 43:24 – Симон Мозер) 59:50 – Фелисијен Ду Боа |              | Судије Данијел Пјечашек Алекси Рантала Линијске судије Фрејжер Макинтајр Николај Пономарјов |
| 8 мин                                                                                            | Искључења                   | 6 мин                                                              |              | Судије Данијел Пјечашек Алекси Рантала Линијске судије Фрејжер Макинтајр Николај Пономарјов |
| 26                                                                                               | Шутеви на гол               | 39                                                                 |              | Судије Данијел Пјечашек Алекси Рантала Линијске судије Фрејжер Макинтајр Николај Пономарјов |

| 8. мај 2015. 20:15 | Шведска | 5 : 2 (0:1, 4:0, 1:1) | Данска | ВТБ арена, Москва Посетилаца: 5.385 |

| Извор | Извор                       | Извор                                       | Извор          | Извор                                                                           |
| --- | --------------------------- | ------------------------------------------- | -------------- | ------------------------------------------------------------------------------- |
| | Виктор Фаст                 | Голмани                                     | Себастијан Дам | Судије Роман Гофман Брет Ајверсон Линијске судије Н. Шартран-Пиш Паси Нијеминен |
| Роберт Росен — 27:03 Микаел Баклунд — 28:30 Магнус Нигрен — 37:06 Микаел Баклунд — 39:00 Густав Никвист — 49:35 | 0:1 1:1 2:1 3:1 4:1 5:1 5:2 | 15:05 — Николај Елерс 59:54 — Јеспер Јенсен |                | Судије Роман Гофман Брет Ајверсон Линијске судије Н. Шартран-Пиш Паси Нијеминен |
| 10 мин | Искључења                   | 16 мин                                      |                | Судије Роман Гофман Брет Ајверсон Линијске судије Н. Шартран-Пиш Паси Нијеминен |
| 42 | Шутеви на гол               | 25                                          |                | Судије Роман Гофман Брет Ајверсон Линијске судије Н. Шартран-Пиш Паси Нијеминен |

| 9. мај 2016. 16:15 | Летонија | 0 : 4 (0:0, 0:2, 0:2) | Русија | ВТБ арена, Москва Посетилаца: 10.440 |

| Извор | Извор            | Извор                                                                                          | Извор            | Извор                                                                                 |
| ----- | ---------------- | ---------------------------------------------------------------------------------------------- | ---------------- | ------------------------------------------------------------------------------------- |
|       | Елвис Мерзљикинс | Голмани                                                                                        | Сергеј Бобровски | Судије Стефан Фонселијус Тобијас Верли Линијске судије Паси Нијеминен Хенрик Пихлблад |
|       | 0:1 0:2 0:3 0:4  | 20:29 — Артемиј Панарин 27:34 — Јевгениј Дадонов 47:02 — Вадим Шипачов 57:30 — Артемиј Панарин |                  | Судије Стефан Фонселијус Тобијас Верли Линијске судије Паси Нијеминен Хенрик Пихлблад |
| 8 мин | Искључења        | 35 мин                                                                                         |                  | Судије Стефан Фонселијус Тобијас Верли Линијске судије Паси Нијеминен Хенрик Пихлблад |
| 27    | Шутеви на гол    | 37                                                                                             |                  | Судије Стефан Фонселијус Тобијас Верли Линијске судије Паси Нијеминен Хенрик Пихлблад |

| 9. мај 2015. 20:15 | Шведска | 2 : 4 (2:0, 0:3, 0:1) | Чешка | ВТБ арена, Москва Посетилаца: 7.780 |

| Извор                                        | Извор                   | Извор                                                                               | Извор          | Извор                                                                                         |
| -------------------------------------------- | ----------------------- | ----------------------------------------------------------------------------------- | -------------- | --------------------------------------------------------------------------------------------- |
|                                              | Јакоб Маркстрем         | Голмани                                                                             | Павел Францоуз | Судије Данијел Пјечажек Максим Сидоренко Линијске судије Фрејжер Макинтајр Александар Отмахов |
| Роберт Росен — 09:15 Мартин Лундберг — 19:52 | 1:0 2:0 2:1 2:2 2:3 2:4 | 26:45 — Давид Пастрњак 33:38 — Јан Коварж 37:59 — Михал Бирнер 54:32 — Михал Бирнер |                | Судије Данијел Пјечажек Максим Сидоренко Линијске судије Фрејжер Макинтајр Александар Отмахов |
| 4 мин                                        | Искључења               | 6 мин                                                                               |                | Судије Данијел Пјечажек Максим Сидоренко Линијске судије Фрејжер Макинтајр Александар Отмахов |
| 28                                           | Шутеви на гол           | 33                                                                                  |                | Судије Данијел Пјечажек Максим Сидоренко Линијске судије Фрејжер Макинтајр Александар Отмахов |

| 10. мај 2016. 16:15 | Швајцарска | 3 : 2 (про) (0:2, 0:0, 2:0; 1:0) | Данска | ВТБ арена, Москва Посетилаца: 5.962 |

| Извор                                                         | Извор                  | Извор                                        | Извор          | Извор                                                                                       |
| ------------------------------------------------------------- | ---------------------- | -------------------------------------------- | -------------- | ------------------------------------------------------------------------------------------- |
|                                                               | Рето Бера Роберт Мајер | Голмани                                      | Себастијан Дам | Судије Антоњин Јержабек Константин Олењин Линијске судије Н. Шартран-Пиш Александар Отмахов |
| Јаник Вебер — 49:42 Нино Нидерајтер — 57:58 Ерик Блум — 64:08 | 0:1 0:2 1:2 2:2 3:2    | 07:08 — Фредерик Сторм 18:54 — Николај Елерс |                | Судије Антоњин Јержабек Константин Олењин Линијске судије Н. Шартран-Пиш Александар Отмахов |
| 16 мин                                                        | Искључења              | 12 мин                                       |                | Судије Антоњин Јержабек Константин Олењин Линијске судије Н. Шартран-Пиш Александар Отмахов |
| 42                                                            | Шутеви на гол          | 28                                           |                | Судије Антоњин Јержабек Константин Олењин Линијске судије Н. Шартран-Пиш Александар Отмахов |

| 10. мај 2015. 20:15 | Казахстан | 2 : 4 (1:1, 1:2, 0:1) | Норвешка | ВТБ арена, Москва Посетилаца: 7.384 |

| Извор                                        | Извор                   | Извор                                                                                       | Извор       | Извор                                                                               |
| -------------------------------------------- | ----------------------- | ------------------------------------------------------------------------------------------- | ----------- | ----------------------------------------------------------------------------------- |
|                                              | Виталиј Колесник        | Голмани                                                                                     | Ларс Хауген | Судије Тимоти мајер Линус Охлунд Линијске судије Хенрик Пихлблад Николај Пономарјов |
| Најџел Доус — 07:00 Брендон Боченски — 35:47 | 0:1 1:1 1:2 2:2 2:3 2:4 | 03:24 — Јоханес Јоханесен 33:04 — Кен Андре Олимб 38:17 — Матис Олимб 57:37 — Матс Цукарело |             | Судије Тимоти мајер Линус Охлунд Линијске судије Хенрик Пихлблад Николај Пономарјов |
| 18 мин                                       | Искључења               | 12 мин                                                                                      |             | Судије Тимоти мајер Линус Охлунд Линијске судије Хенрик Пихлблад Николај Пономарјов |
| 19                                           | Шутеви на гол           | 43                                                                                          |             | Судије Тимоти мајер Линус Охлунд Линијске судије Хенрик Пихлблад Николај Пономарјов |

| 11. мај 2016. 16:15 | Швајцарска | 5 : 4 (0:0, 3:3, 2:1) | Летонија | ВТБ арена, Москва Посетилаца: 5.692 |

| Извор | Извор                               | Извор                                                                                          | Извор             | Извор                                                                           |
| --- | ----------------------------------- | ---------------------------------------------------------------------------------------------- | ----------------- | ------------------------------------------------------------------------------- |
| | Рето Бера                           | Голмани                                                                                        | Едгарс Марсаљскис | Судије Тимоти Мајер Максим Сидоренко Линијске судије Вит Ледерер Паси Нијеминен |
| Нино Нидерајтер – 23:33 Нино Нидерајтер – 26:06 Грегори Хофман – 28:30 Свен Андригето – 45:56 Ерик Блум – 58:31 | 1:0 2:0 3:0 3:1 3:2 3:3 4:3 4:4 5:4 | 33:24 – Микелис Редлихс 37:23 – Микелис Редлихс 38:36 – Роналдс Кенињш 46:22 – Алексеј Широков |                   | Судије Тимоти Мајер Максим Сидоренко Линијске судије Вит Ледерер Паси Нијеминен |
| 10 мин | Искључења                           | 22 мин                                                                                         |                   | Судије Тимоти Мајер Максим Сидоренко Линијске судије Вит Ледерер Паси Нијеминен |
| 31 | Шутеви на гол                       | 17                                                                                             |                   | Судије Тимоти Мајер Максим Сидоренко Линијске судије Вит Ледерер Паси Нијеминен |

| 11. мај 2015. 20:15 | Шведска | 7 : 3 (3:1, 3:0, 1:2) | Казахстан | ВТБ арена, Москва Посетилаца: 8.729 |

| Извор | Извор                                   | Извор                                                                | Извор                            | Извор                                                                                    |
| --- | --------------------------------------- | -------------------------------------------------------------------- | -------------------------------- | ---------------------------------------------------------------------------------------- |
| | Виктор Фаст                             | Голмани                                                              | Виталиј Колесник Павел Полуектов | Судије Антоњин Јержабек Константин Олењин Линијске судије Фрејжер Макинтајр Петар Шефчик |
| Микаел Баклунд – 12:20 Линус Класен – 15:11 Адам Ларсон – 16:15 Густав Никвист – 24:25 Густав Никвист – 28:51 Александар Венберг – 30:42 Густав Никвист – 54:02 | 1:0 2:0 3:0 3:1 4:1 5:1 6:1 6:2 6:3 7:3 | 19:59 – Дастин Бојд 46:49 – Владимир Маркелов 47:57 – Роман Савченко |                                  | Судије Антоњин Јержабек Константин Олењин Линијске судије Фрејжер Макинтајр Петар Шефчик |
| 14 мин | Искључења                               | 8 мин                                                                |                                  | Судије Антоњин Јержабек Константин Олењин Линијске судије Фрејжер Макинтајр Петар Шефчик |
| 46 | Шутеви на гол                           | 26                                                                   |                                  | Судије Антоњин Јержабек Константин Олењин Линијске судије Фрејжер Макинтајр Петар Шефчик |

| 12. мај 2016. 16:15 | Чешка | 7 : 0 (3:0, 4:0, 0:0) | Норвешка | ВТБ арена, Москва Посетилаца: 5.124 |

| Извор | Извор                       | Извор   | Извор                   | Извор                                                                               |
| --- | --------------------------- | ------- | ----------------------- | ----------------------------------------------------------------------------------- |
| | Доминик Фурх                | Голмани | Ларс Волден Ларс Хауген | Судије Тобијас Бјерк Марк Вјеганд Линијске судије Н. Шартран-Пиш Николај Пономарјов |
| Роман Червенка – 05:11 Томаш Зохорна – 09:33 Роберт Коусал – 19:45 Лукаш Кашпар – 22:10 Радим Шимек – 28:37 Михал Ржепик – 34:53 Лукаш Кашпар – 39:09 | 1:0 2:0 3:0 4:0 5:0 6:0 7:0 |         |                         | Судије Тобијас Бјерк Марк Вјеганд Линијске судије Н. Шартран-Пиш Николај Пономарјов |
| 20 мин | Искључења                   | 12 мин  |                         | Судије Тобијас Бјерк Марк Вјеганд Линијске судије Н. Шартран-Пиш Николај Пономарјов |
| 33 | Шутеви на гол               | 26      |                         | Судије Тобијас Бјерк Марк Вјеганд Линијске судије Н. Шартран-Пиш Николај Пономарјов |

| 12. мај 2015. 20:15 | Русија | 10 : 1 (3:0, 4:1, 3:0) | Данска | ВТБ арена, Москва Посетилаца: 11.022 |

| Извор | Извор                                        | Извор                | Извор        | Извор                                                                        |
| --- | -------------------------------------------- | -------------------- | ------------ | ---------------------------------------------------------------------------- |
| | Сергеј Бобровски Иља Сорокин                 | Голмани              | Симон Нилсен | Судије Мартин Фрањо Линус Охлунд Линијске судије Вит Ледерер Хенрик Пихлблад |
| Алексеј Марченко – 02:38 Максим Чудинов – 12:45 Никита Зајцев – 13:06 Сергеј Мозјакин – 30:43 Сергеј Мозјакин – 33:42 Сергеј Широков – 33:52 Јевгениј Дадонов – 37:37 Вадим Шипачов – 41:50 Вадим Шипачов – 44:38 Артемиј Панарин – 55:31 | 1:0 2:0 3:0 3:1 4:1 5:1 6:1 7:1 8:1 9:1 10:1 | 29:56 – Јаник Хансен |              | Судије Мартин Фрањо Линус Охлунд Линијске судије Вит Ледерер Хенрик Пихлблад |
| 6 мин | Искључења                                    | 16 мин               |              | Судије Мартин Фрањо Линус Охлунд Линијске судије Вит Ледерер Хенрик Пихлблад |
| 41 | Шутеви на гол                                | 17                   |              | Судије Мартин Фрањо Линус Охлунд Линијске судије Вит Ледерер Хенрик Пихлблад |

| 13. мај 2016. 16:15 | Чешка | 3 : 1 (1:0, 0:0, 2:1) | Казахстан | ВТБ арена, Москва Посетилаца: 8.234 |

| Извор                                                               | Извор           | Извор               | Извор            | Извор                                                                      |
| ------------------------------------------------------------------- | --------------- | ------------------- | ---------------- | -------------------------------------------------------------------------- |
|                                                                     | Павел Францоуз  | Голмани             | Виталиј Колесник | Судије Петер Гебеј Тимоти Мајер Линијске судије Роман Кадерли Џадсон Ритер |
| Томаш Плеканец – 06:55 Томаш Плеканец – 42:51 Роберт Коусал – 58:51 | 1:0 2:0 2:1 3:1 | 55:30 – Најџел Доус |                  | Судије Петер Гебеј Тимоти Мајер Линијске судије Роман Кадерли Џадсон Ритер |
| 8 мин                                                               | Искључења       | 6 мин               |                  | Судије Петер Гебеј Тимоти Мајер Линијске судије Роман Кадерли Џадсон Ритер |
| 36                                                                  | Шутеви на гол   | 20                  |                  | Судије Петер Гебеј Тимоти Мајер Линијске судије Роман Кадерли Џадсон Ритер |

| 13. мај 2015. 20:15 | Данска | 3 : 2 (пен) (1:1, 1:1, 0:0; 0:0; 1:0) | Летонија | ВТБ арена, Москва Посетилаца: 7.788 |

| Извор                                                                              | Извор                  | Извор                                                                                         | Извор            | Извор                                                                                  |
| ---------------------------------------------------------------------------------- | ---------------------- | --------------------------------------------------------------------------------------------- | ---------------- | -------------------------------------------------------------------------------------- |
|                                                                                    | Себастијан Дам         | Голмани                                                                                       | Елвис Мерзљикинс | Судије Линус Охлунд Марк Вијеганд Линијске судије Фрејжер Макинтајр Александар Отмахов |
| Никлас Јенсен – 11:57 Мортен Поулсен – 28:28 Ларс Елер Николај Елерс Никлас Јенсен | 1:0 1:1 1:2 2:2 Пенали | 17:45 – Андрис Џерињш 21:57 – Каспарс Даугавињш Андрис Џерињш Микс Индрашис Каспарс Даугавињш |                  | Судије Линус Охлунд Марк Вијеганд Линијске судије Фрејжер Макинтајр Александар Отмахов |
| 10 мин                                                                             | Искључења              | 33 мин                                                                                        |                  | Судије Линус Охлунд Марк Вијеганд Линијске судије Фрејжер Макинтајр Александар Отмахов |
| 36                                                                                 | Шутеви на гол          | 32                                                                                            |                  | Судије Линус Охлунд Марк Вијеганд Линијске судије Фрејжер Макинтајр Александар Отмахов |

| 14. мај 2016. 12:15 | Норвешка | 2 : 3 (0:0, 0:1, 2:2) | Шведска | ВТБ арена, Москва Посетилаца: 6.221 |

| Извор                                               | Извор               | Извор                                                                               | Извор           | Извор                                                                                 |
| --------------------------------------------------- | ------------------- | ----------------------------------------------------------------------------------- | --------------- | ------------------------------------------------------------------------------------- |
|                                                     | Ларс Хауген         | Голмани                                                                             | Јакоб Маркстрем | Судије Петер Гебеј Тимоти Мајер Линијске судије Александар Отмахов Николај Пономарјов |
| Матс Росели Олсен – 43:41 Андреас Мартинсен – 58:02 | 0:1 0:2 1:2 1:3 2:3 | 20:56 – Густав Никвист 42:43 – Мартин Лундберг 51:47 – Роберт Росен (Ерик Густафсон |                 | Судије Петер Гебеј Тимоти Мајер Линијске судије Александар Отмахов Николај Пономарјов |
| 12 мин                                              | Искључења           | 10 мин                                                                              |                 | Судије Петер Гебеј Тимоти Мајер Линијске судије Александар Отмахов Николај Пономарјов |
| 25                                                  | Шутеви на гол       | 35                                                                                  |                 | Судије Петер Гебеј Тимоти Мајер Линијске судије Александар Отмахов Николај Пономарјов |

| 14. мај 2015. 16:15 | Русија | 5 : 1 (1:0, 1:0, 3:1) | Швајцарска | ВТБ арена, Москва Посетилаца: 11.222 |

| Извор | Извор                        | Извор               | Извор     | Извор                                                                                 |
| --- | ---------------------------- | ------------------- | --------- | ------------------------------------------------------------------------------------- |
| | Сергеј Бобровски Иља Сорокин | Голмани             | Рето Бера | Судије Антоњин Јержабек Алекси Рантала Линијске судије Фрејжер Макинтајр Петер Шефчик |
| Иван Телегин – 05:13 Јевгениј Кузњецов – 28:40 Иван Телегин – 48:50 Сергеј Широков – 55:20 Сергеј Мозјакин — 59:43 | 1:0 2:0 3:0 4:0 4:1 5:1      | 58:44 – Симон Мозер |           | Судије Антоњин Јержабек Алекси Рантала Линијске судије Фрејжер Макинтајр Петер Шефчик |
| 6 мин | Искључења                    | 26 мин              |           | Судије Антоњин Јержабек Алекси Рантала Линијске судије Фрејжер Макинтајр Петер Шефчик |
| 38 | Шутеви на гол                | 35                  |           | Судије Антоњин Јержабек Алекси Рантала Линијске судије Фрејжер Макинтајр Петер Шефчик |

| 14. мај 2016. 20:15 | Казахстан | 1 : 2 (1:0, 0:1, 0:1) | Летонија | ВТБ арена, Москва Посетилаца: 7.305 |

| Извор                 | Извор            | Извор                                             | Извор            | Извор                                                                        |
| --------------------- | ---------------- | ------------------------------------------------- | ---------------- | ---------------------------------------------------------------------------- |
|                       | Виталиј Колесник | Голмани                                           | Елвис Мерзљикинс | Судије Тобијас Бјерк Мартин Фрањо Линијске судије Н. Шартран-Пиш Вит Ледерер |
| Никита Иванов – 04:37 | 1:0 1:1 1:2      | 35:14 – Каспарс Даугавињш 54:49 – Марис Бичевскис |                  | Судије Тобијас Бјерк Мартин Фрањо Линијске судије Н. Шартран-Пиш Вит Ледерер |
| 10 мин                | Искључења        | 4 мин                                             |                  | Судије Тобијас Бјерк Мартин Фрањо Линијске судије Н. Шартран-Пиш Вит Ледерер |
| 20                    | Шутеви на гол    | 38                                                |                  | Судије Тобијас Бјерк Мартин Фрањо Линијске судије Н. Шартран-Пиш Вит Ледерер |

| 15. мај 2015. 16:15 | Данска | 2 : 1 (пен) (0:0, 0:1, 1:0; 0:0; 1:0) | Чешка | ВТБ арена, Москва Посетилаца: 8.107 |

| Извор                                                       | Извор              | Извор                                            | Извор        | Извор                                                                              |
| ----------------------------------------------------------- | ------------------ | ------------------------------------------------ | ------------ | ---------------------------------------------------------------------------------- |
|                                                             | Себастијан Дам     | Голмани                                          | Доминик Фурх | Судије Тобијас Бјерк Алекси Рантала Линијске судије Н. Шартран-Пиш Хенрик Пихлблад |
| Мортен Мадсен — 43:10 Ларс Елер Николај Елерс Никлас Јансен | 0:1 1:1 2:1 Пенали | 24:09 – Томаш Плеканец Лукаш Кашпар Михал Ржепик |              | Судије Тобијас Бјерк Алекси Рантала Линијске судије Н. Шартран-Пиш Хенрик Пихлблад |
| 2 мин                                                       | Искључења          | 19 мин                                           |              | Судије Тобијас Бјерк Алекси Рантала Линијске судије Н. Шартран-Пиш Хенрик Пихлблад |
| 21                                                          | Шутеви на гол      | 41                                               |              | Судије Тобијас Бјерк Алекси Рантала Линијске судије Н. Шартран-Пиш Хенрик Пихлблад |

| 15. мај 2016. 20:15 | Швајцарска | 2 : 3 (пен) (1:0, 0:1, 1:1; 0:0; 0:1) | Шведска | ВТБ арена, Москва Посетилаца: 8.214 |

| мртва веза] Извор                                                                                            | мртва веза] Извор      | мртва веза] Извор                                                                                         | мртва веза] Извор | мртва веза] Извор                                                                        |
| --- | ---------------------- | --- | ----------------- | ---------------------------------------------------------------------------------------- |
| | Рето Бера              | Голмани                                                                                                   | Јакоб Маркстрем   | Судије Стефан Фонселијус Брет Ајверсон Линијске судије Паси Нијеминен Николај Пономарјов |
| Свен Андригето – 18:21 Денис Холенштајн – 44:58 Денис Холенштајн Свен Андригето Нино Нидерајтер Niederreiter | 1:0 1:1 2:1 2:2 Пенали | 31:12 – Јохан Сундстрем 50:02 – Густав Никвист Андре Бураковски Линус Класен Линус Омарк Андре Бураковски |                   | Судије Стефан Фонселијус Брет Ајверсон Линијске судије Паси Нијеминен Николај Пономарјов |
| 18 мин | Искључења              | 16 мин |                   | Судије Стефан Фонселијус Брет Ајверсон Линијске судије Паси Нијеминен Николај Пономарјов |
| 29 | Шутеви на гол          | 36 |                   | Судије Стефан Фонселијус Брет Ајверсон Линијске судије Паси Нијеминен Николај Пономарјов |

| 16. мај 2015. 16:15 | Русија | 3 : 0 (0:0, 2:0, 1:0) | Норвешка | ВТБ арена, Москва Посетилаца: 12.116 |

| Извор                                                              | Извор         | Извор   | Извор         | Извор                                                                                |
| ------------------------------------------------------------------ | ------------- | ------- | ------------- | ------------------------------------------------------------------------------------ |
|                                                                    | Иља Сорокин   | Голмани | Стефен Соберг | Судије Тобијас Бјерк Данијел Пјехачек Линијске судије Паси Нијеминен Хенрик Пихлблад |
| Иван Телегин — 22:09 Артемиј Панарин — 37:22 Роман Љубимов — 42:01 | 1:0 2:0 3:0   |         |               | Судије Тобијас Бјерк Данијел Пјехачек Линијске судије Паси Нијеминен Хенрик Пихлблад |
| 6 мин                                                              | Искључења     | 8 мин   |               | Судије Тобијас Бјерк Данијел Пјехачек Линијске судије Паси Нијеминен Хенрик Пихлблад |
| 28                                                                 | Шутеви на гол | 27      |               | Судије Тобијас Бјерк Данијел Пјехачек Линијске судије Паси Нијеминен Хенрик Пихлблад |

| 16. мај 2016. 20:15 | Данска | 4 : 1 (3:0, 1:1, 0:0) | Казахстан | ВТБ арена, Москва Посетилаца: 7.097 |

| Извор                                                                                     | Извор               | Извор               | Извор                          | Извор                                                                   |
| ----------------------------------------------------------------------------------------- | ------------------- | ------------------- | ------------------------------ | ----------------------------------------------------------------------- |
|                                                                                           | Себастијан Дам      | Голмани             | Павел Полуектов Дмитриј Маљгин | Судије Петер Гебеј Јозеф Кубуш Линијске судије Вит Ледерер Петер Шефчик |
| Маркус Лауридсен – 08:56 Јаник Хансен – 16:46 Никлас Јансен – 17:50 Николај Елерс – 29:53 | 1:0 2:0 3:0 3:1 4:1 | 23:57 – Најџел Доус |                                | Судије Петер Гебеј Јозеф Кубуш Линијске судије Вит Ледерер Петер Шефчик |
| 2 мин                                                                                     | Искључења           | 12 мин              |                                | Судије Петер Гебеј Јозеф Кубуш Линијске судије Вит Ледерер Петер Шефчик |
| 36                                                                                        | Шутеви на гол       | 19                  |                                | Судије Петер Гебеј Јозеф Кубуш Линијске судије Вит Ледерер Петер Шефчик |

| 17. мај 2015. 12:15 | Чешка | 5 : 4 (1:0, 1:1, 3:3) | Швајцарска | ВТБ арена, Москва Посетилаца: 7.101 |

| Извор | Извор                               | Извор                                                                                     | Извор     | Извор                                                                                 |
| --- | ----------------------------------- | ----------------------------------------------------------------------------------------- | --------- | ------------------------------------------------------------------------------------- |
| | Павел Францоуз                      | Голмани                                                                                   | Рето Бера | Судије Тобијас Бјерк Данијел Пјехачек Линијске судије Александар Отмахов Петар Шефчик |
| Михал Бирнер – 17:00 Лукаш Кашпар – 24:50 Мартин Затович – 41:45 Томаш Зохорна – 49:59 Михал Јордан – 54:15 | 1:0 1:1 2:1 3:1 3:2 4:2 5:2 5:3 5:4 | 11:36 – Денис Холенштајн 45:38 – Симон Мозер 55:42 – Ноа Шенбергер 59:34 – Свен Андригето |           | Судије Тобијас Бјерк Данијел Пјехачек Линијске судије Александар Отмахов Петар Шефчик |
| 6 мин | Искључења                           | 8 мин                                                                                     |           | Судије Тобијас Бјерк Данијел Пјехачек Линијске судије Александар Отмахов Петар Шефчик |
| 31 | Шутеви на гол                       | 23                                                                                        |           | Судије Тобијас Бјерк Данијел Пјехачек Линијске судије Александар Отмахов Петар Шефчик |

| 17. мај 2016. 16:15 | Летонија | 1 : 3 (1:1, 0:2, 0:0) | Норвешка | ВТБ арена, Москва Посетилаца: 6.037 |

| Извор                 | Извор                             | Извор                                                                 | Извор         | Извор                                                                          |
| --------------------- | --------------------------------- | --------------------------------------------------------------------- | ------------- | ------------------------------------------------------------------------------ |
|                       | Елвис Мерзљикинс Едгарс Масаљскис | Голмани                                                               | Стефен Соберг | Судије Петер Гебеј Тимоти Мајер Линијске судије Вит Ледерер Николај Пономарјов |
| Микс Индрашис – 11:42 | 1:0 1:1 1:2 1:3                   | 16:12 – Кен Андре Олимб 20:40 – Јонас Холос 20:56 – Јоханес Јоханесен |               | Судије Петер Гебеј Тимоти Мајер Линијске судије Вит Ледерер Николај Пономарјов |
| 6 мин                 | Искључења                         | 26 мин                                                                |               | Судије Петер Гебеј Тимоти Мајер Линијске судије Вит Ледерер Николај Пономарјов |
| 24                    | Шутеви на гол                     | 26                                                                    |               | Судије Петер Гебеј Тимоти Мајер Линијске судије Вит Ледерер Николај Пономарјов |

| 17. мај 2015. 20:15 | Русија | 4 : 1 (2:0, 2:0, 0:1) | Шведска | ВТБ арена, Москва Посетилаца: 12.181 |

| Извор                                                                                       | Извор               | Извор                  | Извор           | Извор                                                                              |
| ------------------------------------------------------------------------------------------- | ------------------- | ---------------------- | --------------- | ---------------------------------------------------------------------------------- |
|                                                                                             | Сергеј Бобровски    | Голмани                | Јакоб Маркстрем | Судије Јозеф Кубуш Алекси Рантала Линијске судије Н. Шартран-Пиш Фрејжер Макинтајр |
| Јевгениј Дадонов – 14:43 Артемиј Панарин – 17:52 Павел Дацјук – 21:34 Роман Љубимов – 29:40 | 1:0 2:0 3:0 4:0 4:1 | 41:08 – Матијас Екхолм |                 | Судије Јозеф Кубуш Алекси Рантала Линијске судије Н. Шартран-Пиш Фрејжер Макинтајр |
| 4 мин                                                                                       | Искључења           | 8 мин                  |                 | Судије Јозеф Кубуш Алекси Рантала Линијске судије Н. Шартран-Пиш Фрејжер Макинтајр |
| 40                                                                                          | Шутеви на гол       | 37                     |                 | Судије Јозеф Кубуш Алекси Рантала Линијске судије Н. Шартран-Пиш Фрејжер Макинтајр |

Табела групе А
| #  | Репрезентација | Ут | П | Ппр | Ипр | И | ГД | ГП | ГР  | Бод |
| -- | -------------- | -- | - | --- | --- | - | -- | -- | --- | --- |
| 1. | Чешка          | 7  | 5 | 1   | 1   | 0 | 27 | 12 | +15 | 18  |
| 2. | Русија         | 7  | 6 | 0   | 0   | 1 | 32 | 10 | +22 | 18  |
| 3. | Шведска        | 7  | 3 | 2   | 0   | 2 | 23 | 18 | +5  | 13  |
| 4. | Данска         | 7  | 2 | 2   | 1   | 2 | 17 | 22 | -7  | 11  |
| 5. | Норвешка       | 7  | 2 | 1   | 0   | 4 | 13 | 22 | -9  | 8   |
| 6. | Швајцарска     | 7  | 1 | 1   | 3   | 2 | 20 | 26 | -6  | 8   |
| 7. | Летонија       | 7  | 1 | 0   | 3   | 3 | 13 | 22 | -9  | 6   |
| 8. | Казахстан      | 7  | 0 | 1   | 0   | 6 | 15 | 28 | -13 | 2   |

### Група Б
| 6. мај 2016. 16:15 | Сједињене Државе | 1 : 5 (1:2, 0:1, 0:2) | Канада | СЦ Јубилејни, Санкт Петербург Посетилаца: 5.236 |

| Извор                | Извор                   | Извор                                                                                                 | Извор          | Извор                                                                         |
| -------------------- | ----------------------- | --- | -------------- | ----------------------------------------------------------------------------- |
|                      | Кит Кинкејд             | Голмани                                                                                               | Камерон Талбот | Судије Тобијас Бјерк Марк Виганд Линијске судије Геб Лазарев Мирослав Лхотски |
| Патрик Марун — 04:54 | 1:0 1:1 1:2 1:3 1:4 1:5 | 05:25 — Тејлор Хол 08:48 — Брендан Галахер 31:37 — Мет Душен 45:54 — Бун Џенер 51:16 — Бредли Маршанд |                | Судије Тобијас Бјерк Марк Виганд Линијске судије Геб Лазарев Мирослав Лхотски |
| 10 мин               | Искључења               | 6 мин                                                                                                 |                | Судије Тобијас Бјерк Марк Виганд Линијске судије Геб Лазарев Мирослав Лхотски |
| 25                   | Шутеви на гол           | 33 |                | Судије Тобијас Бјерк Марк Виганд Линијске судије Геб Лазарев Мирослав Лхотски |

| 6. мај 2015. 20:15 | Финска | 6 : 2 (0:0, 4:1, 2:1) | Белорусија | СЦ Јубилејни, Санкт Петербург Посетилаца: 4.877 |

| Извор | Извор                           | Извор                                       | Извор         | Извор                                                                           |
| --- | ------------------------------- | ------------------------------------------- | ------------- | ------------------------------------------------------------------------------- |
| | Мико Коскинен                   | Голмани                                     | Виталиј Коваљ | Судије Мартин Фрањо Петер Гебеј Линијске судије Николас Флури Андреас Малмквист |
| Патрик Лаине — 21:45 Мико Коиву — 32:28 Патрик Лаине — 38:36 Микаел Гранлунд — 39:56 Анти Пихлстрем — 42:59 Микаел Гранлунд — 47:51 | 1:0 2:0 2:1 3:1 4:1 5:1 6:1 6:2 | 37:55 — Андреј Стас 51:01 — Алексеј Каљужни |               | Судије Мартин Фрањо Петер Гебеј Линијске судије Николас Флури Андреас Малмквист |
| 8 мин | Искључења                       | 8 мин                                       |               | Судије Мартин Фрањо Петер Гебеј Линијске судије Николас Флури Андреас Малмквист |
| 30 | Шутеви на гол                   | 16                                          |               | Судије Мартин Фрањо Петер Гебеј Линијске судије Николас Флури Андреас Малмквист |

| 7. мај 2016. 12:15 | Словачка | 4 : 1 (2:1, 1:0, 1:0) | Мађарска | СЦ Јубилејни, Санкт Петербург Посетилаца: 2.830 |

| Извор                                                                                  | Извор               | Извор               | Извор        | Извор                                                                       |
| -------------------------------------------------------------------------------------- | ------------------- | ------------------- | ------------ | --------------------------------------------------------------------------- |
|                                                                                        | Бранислав Конрад    | Голмани             | Миклош Рајна | Судије Тимоти Мајер Марк Виеганд Линијске судије Роман Кадерли Џадсон Ритер |
| Томаш Марцинко — 07:07 Томаш Јурчо — 17:43 Андреј Секера — 35:09 Патрик Лушњак — 57:43 | 1:0 1:1 2:1 3:1 4:1 | 13:30 — Френк Бенем |              | Судије Тимоти Мајер Марк Виеганд Линијске судије Роман Кадерли Џадсон Ритер |
| 10 мин                                                                                 | Искључења           | 6 мин               |              | Судије Тимоти Мајер Марк Виеганд Линијске судије Роман Кадерли Џадсон Ритер |
| 28                                                                                     | Шутеви на гол       | 21                  |              | Судије Тимоти Мајер Марк Виеганд Линијске судије Роман Кадерли Џадсон Ритер |

| 7. мај 2015. 16:15 | Француска | 3 : 2 (пен) (1:0, 1:2, 0:0; 0:0; 1:0) | Немачка | СЦ Јубилејни, Санкт Петербург Посетилаца: 3.750 |

| Извор                                                                      | Извор                  | Извор                                                                              | Извор          | Извор                                                                            |
| -------------------------------------------------------------------------- | ---------------------- | ---------------------------------------------------------------------------------- | -------------- | -------------------------------------------------------------------------------- |
|                                                                            | Кристобал Уе           | Голмани                                                                            | Тимо Пјелмајер | Судије Мартин Фрањо Анотњин Јержабек Линијске судије Јон Килијан Сакари Суоминен |
| Дамијен Рау – 03:38 Валентин Кларо – 39:10 Жилијен Декрозије Дамијен Флери | 1:0 1:1 1:2 2:2 Пенали | 20:26 – Тобијас Рајдер 36:50 – Феликс Шиц Леон Драјзајтл Тобијас Рајдер Марсел Гоч |                | Судије Мартин Фрањо Анотњин Јержабек Линијске судије Јон Килијан Сакари Суоминен |
| 14 мин                                                                     | Искључења              | 8 мин                                                                              |                | Судије Мартин Фрањо Анотњин Јержабек Линијске судије Јон Килијан Сакари Суоминен |
| 23                                                                         | Шутеви на гол          | 29                                                                                 |                | Судије Мартин Фрањо Анотњин Јержабек Линијске судије Јон Килијан Сакари Суоминен |

| 7. мај 2016. 20:15 | Белорусија | 3 : 6 (0:2, 2:3, 1:1) | Сједињене Државе | СЦ Јубилејни, Санкт Петербург Посетилаца: 3.762 |

| Извор                                                        | Извор                               | Извор | Извор       | Извор                                                                               |
| ------------------------------------------------------------ | ----------------------------------- | --- | ----------- | ----------------------------------------------------------------------------------- |
|                                                              | Кевин Лаланд                        | Голмани | Мајк Кондон | Судије Линус Олунд Константин Олењин Линијске судије Николас Флури Мирослав Лхотски |
| Џеф Плат – 27:10 Андреј Стас – 38:12 Дмитриј Коробов – 49:28 | 0:1 0:2 0:3 1:3 1:4 1:5 2:5 3:5 3:6 | 09:58 – Мајлс Вуд 13:38 – Крис Вајдман 22:13 – Дилан Ларкин 28:09 – Ноа Ханифин 34:25 –Остон Метјус 54:40 – Остон Метјус |             | Судије Линус Олунд Константин Олењин Линијске судије Николас Флури Мирослав Лхотски |
| 41 мин                                                       | Искључења                           | 18 мин |             | Судије Линус Олунд Константин Олењин Линијске судије Николас Флури Мирослав Лхотски |
| 23                                                           | Шутеви на гол                       | 33 |             | Судије Линус Олунд Константин Олењин Линијске судије Николас Флури Мирослав Лхотски |

| 8. мај 2015. 12:15 | Мађарска | 1 : 7 (1:2, 0:4, 0:1) | Канада | СЦ Јубилејни, Санкт Петербург Посетилаца: 3.825 |

| Извор                   | Извор                           | Извор | Извор         | Извор                                                                                 |
| ----------------------- | ------------------------------- | --- | ------------- | ------------------------------------------------------------------------------------- |
|                         | Золтан Хетењи                   | Голмани | Калвин Пикард | Судије Антоњин Јержабек Линус Олунд Линијске судије Андреас Малмквист Сакари Суоминен |
| Иштван Барталис — 18:14 | 0:1 0:2 1:2 1:3 1:4 1:5 1:6 1:7 | 05:54 — Марк Шејфел 10:04 — Кори Пери 27:12 — Марк Стоун 29:05 — Бредли Маршанд 31:36 — Дерик Брасар 32:45 — Мајкл Матисон 44:35 — Тејлор Хол |               | Судије Антоњин Јержабек Линус Олунд Линијске судије Андреас Малмквист Сакари Суоминен |
| 12 мин                  | Искључења                       | 6 мин |               | Судије Антоњин Јержабек Линус Олунд Линијске судије Андреас Малмквист Сакари Суоминен |
| 22                      | Шутеви на гол                   | 36 |               | Судије Антоњин Јержабек Линус Олунд Линијске судије Андреас Малмквист Сакари Суоминен |

| 8. мај 2016. 16:15 | Финска | 5 : 1 (2:0, 2:1, 1:0) | Немачка | СЦ Јубилејни, Санкт Петербург Посетилаца: 4.409 |

| Извор | Извор                   | Извор               | Извор          | Извор                                                                           |
| --- | ----------------------- | ------------------- | -------------- | ------------------------------------------------------------------------------- |
| | Мико Коскинен           | Голмани             | Тимо Пјелмајер | Судије Тимоти Мајер Константин Олењин Линијске судије Роман Кадерли Јон Килијан |
| Патрик Лаине — 06:22 Лео Комаров — 09:08 Себастијан Ахо — 29:53 Јарно Коскиранта — 37:50 Патрик Лаине — 59:57 | 1:0 2:0 3:0 4:0 4:1 5:1 | 38:42 — Брукс Масек |                | Судије Тимоти Мајер Константин Олењин Линијске судије Роман Кадерли Јон Килијан |
| 12 мин | Искључења               | 28 мин              |                | Судије Тимоти Мајер Константин Олењин Линијске судије Роман Кадерли Јон Килијан |
| 22 | Шутеви на гол           | 17                  |                | Судије Тимоти Мајер Константин Олењин Линијске судије Роман Кадерли Јон Килијан |

| 8. мај 2015. 20:15 | Француска | 1 : 5 (1:2, 0:2, 0:1) | Словачка | СЦ Јубилејни, Санкт Петербург Посетилаца: 3.850 |

| Извор               | Извор                      | Извор | Извор           | Извор                                                                      |
| ------------------- | -------------------------- | --- | --------------- | -------------------------------------------------------------------------- |
|                     | Кристобал Уе Флоријан Арди | Голмани | Јулијус Худачек | Судије Тобијас Бјерк Петер Гебеј Линијске судије Глеб Лазарев Џадсон Ритер |
| Жордан Пере — 01:09 | 1:0 1:1 1:2 1:3 1:4 1:5    | 03:55 — Андреј Секера 13:55 — Доминик Грањак 34:52 — Мартин Бакош 35:40 — Либор Худачек 57:55 — Кристијан Јарош |                 | Судије Тобијас Бјерк Петер Гебеј Линијске судије Глеб Лазарев Џадсон Ритер |
| 10 мин              | Искључења                  | 10 мин |                 | Судије Тобијас Бјерк Петер Гебеј Линијске судије Глеб Лазарев Џадсон Ритер |
| 25                  | Шутеви на гол              | 22 |                 | Судије Тобијас Бјерк Петер Гебеј Линијске судије Глеб Лазарев Џадсон Ритер |

| 9. мај 2016. 16:15 | Белорусија | 0 : 8 (0:1, 0:4, 0:3) | Канада | СЦ Јубилејни, Санкт Петербург Посетилаца: 4.536 |

| Извор  | Извор                           | Извор | Извор          | Извор                                                                          |
| ------ | ------------------------------- | --- | -------------- | ------------------------------------------------------------------------------ |
|        | Кевин Лаланд Дмитриј Миљчаков   | Голмани | Камерон Талбот | Судије Петер Гебеј Марк Виеганд Линијске судије Николас Флури Мирослав Лхотски |
|        | 0:1 0:2 0:3 0:4 0:5 0:6 0:7 0:8 | 16:26 — Дерик Брасар 21:03 — Кори Пери 23:58 — Рајан О'Рајли 31:19 — Мет Душен 31:39 — Тејлор Хол 41:26 — Рајан О'Рајли 49:17 — Марк Стоун 53:52 — Мајк Матисон |                | Судије Петер Гебеј Марк Виеганд Линијске судије Николас Флури Мирослав Лхотски |
| 10 мин | Искључења                       | 6 мин |                | Судије Петер Гебеј Марк Виеганд Линијске судије Николас Флури Мирослав Лхотски |
| 13     | Шутеви на гол                   | 40 |                | Судије Петер Гебеј Марк Виеганд Линијске судије Николас Флури Мирослав Лхотски |

| 9. мај 2015. 20:15 | Финска | 3 : 2 (2:1, 0:0, 1:1) | Сједињене Државе | СЦ Јубилејни, Санкт Петербург Посетилаца: 4.830 |

| Извор                                                         | Извор               | Извор                                     | Извор       | Извор                                                                            |
| ------------------------------------------------------------- | ------------------- | ----------------------------------------- | ----------- | -------------------------------------------------------------------------------- |
|                                                               | Мико Коскинен       | Голмани                                   | Мајк Кондон | Судије Тобијас Бјерк Мартин Фрањо Линијске судије Глеб Лазарев Андреас Малмквист |
| Мико Коиву — 09:16 Анти Пихлстрем — 12:04 Лео Комаров — 44:16 | 1:0 2:0 2:1 2:2 3:2 | 13:45 — Франк Ватрано 40:54 — Конор Марфи |             | Судије Тобијас Бјерк Мартин Фрањо Линијске судије Глеб Лазарев Андреас Малмквист |
| 6 мин                                                         | Искључења           | 8 мин                                     |             | Судије Тобијас Бјерк Мартин Фрањо Линијске судије Глеб Лазарев Андреас Малмквист |
| 22                                                            | Шутеви на гол       | 18                                        |             | Судије Тобијас Бјерк Мартин Фрањо Линијске судије Глеб Лазарев Андреас Малмквист |

| 10. мај 2016. 16:15 | Словачка | 1 : 5 (1:0, 0:3, 0:2) | Немачка | СЦ Јубилејни, Санкт Петербург Посетилаца: 3.715 |

| Извор                  | Извор                           | Извор | Извор          | Извор                                                                        |
| ---------------------- | ------------------------------- | --- | -------------- | ---------------------------------------------------------------------------- |
|                        | Бранислав Конрад Јулиус Худачек | Голмани                                                                                                   | Тимо Пјелмајер | Судије Брет Ајверсон Алекси Рантала Линијске судије Јон Килијан Џадсон Ритер |
| Петер Цехларик — 08:42 | 1:0 1:1 1:2 1:3 1:4 1:5         | 24:23 – Патрик Хагер 28:57 – Филип Гогула 34:48 – Патрик Рајмер 43:45 – Брукс Масик 54:36 – Доминик Кахун |                | Судије Брет Ајверсон Алекси Рантала Линијске судије Јон Килијан Џадсон Ритер |
| 10 мин                 | Искључења                       | 12 мин |                | Судије Брет Ајверсон Алекси Рантала Линијске судије Јон Килијан Џадсон Ритер |
| 28                     | Шутеви на гол                   | 28 |                | Судије Брет Ајверсон Алекси Рантала Линијске судије Јон Килијан Џадсон Ритер |

| 10. мај 2015. 20:15 | Мађарска | 2 : 6 (1:3, 0:1, 1:2) | Француска | СЦ Јубилејни, Санкт Петербург Посетилаца: 3.340 |

| Извор                                    | Извор                           | Извор | Извор        | Извор                                                                          |
| ---------------------------------------- | ------------------------------- | --- | ------------ | ------------------------------------------------------------------------------ |
|                                          | Миклош Рајна                    | Голмани | Кристобал Уе | Судије Роман Гофман Јозеф Кубуш Линијске судије Роман Кадерли Мирослав Лхотски |
| Мортон Вас – 13:10 Иштван Софрон – 47:58 | 0:1 1:1 1:2 1:3 1:4 2:4 2:5 2:6 | 09:14 – Николас Риц 17:28 – Саша Треије 19:26 – Дамијен Флери 38:03 – Флоријан Шакијашвили 53:03 – Саша Треије 56:11 – Саша Треије |              | Судије Роман Гофман Јозеф Кубуш Линијске судије Роман Кадерли Мирослав Лхотски |
| 12 мин                                   | Искључења                       | 10 мин |              | Судије Роман Гофман Јозеф Кубуш Линијске судије Роман Кадерли Мирослав Лхотски |
| 24                                       | Шутеви на гол                   | 21 |              | Судије Роман Гофман Јозеф Кубуш Линијске судије Роман Кадерли Мирослав Лхотски |

| 11. мај 2016. 16:15 | Словачка | 2 : 4 (0:0, 2:0, 0:4) | Белорусија | СЦ Јубилејни, Санкт Петербург Посетилаца: 3.172 |

| Извор                                     | Извор                   | Извор                                                                                    | Извор         | Извор                                                                          |
| ----------------------------------------- | ----------------------- | ---------------------------------------------------------------------------------------- | ------------- | ------------------------------------------------------------------------------ |
|                                           | Јулиус Худачек          | Голмани                                                                                  | Виталиј Ковал | Судије Роман Гофман Алекси Рантала Линијске судије Јон Килијан Сакари Суоминен |
| Андреј Секера — 12:47 Томаш Јурчо — 36:26 | 1:0 2:0 2:1 2:2 2:3 2:4 | 42:22 — Кирил Готовец 48:34 — Артур Гаврус 54:42 — Андреј Степанов 57:16 — Чарлс Линглет |               | Судије Роман Гофман Алекси Рантала Линијске судије Јон Килијан Сакари Суоминен |
| 12 мин                                    | Искључења               | 14 мин                                                                                   |               | Судије Роман Гофман Алекси Рантала Линијске судије Јон Килијан Сакари Суоминен |
| 26                                        | Шутеви на гол           | 20                                                                                       |               | Судије Роман Гофман Алекси Рантала Линијске судије Јон Килијан Сакари Суоминен |

| 11. мај 2015. 20:15 | Финска | 3 : 0 (0:0, 1:0, 2:0) | Мађарска | СЦ Јубилејни, Санкт Петербург Посетилаца: 3.794 |

| Извор                                                           | Извор         | Извор   | Извор    | Извор                                                                                 |
| --------------------------------------------------------------- | ------------- | ------- | -------- | ------------------------------------------------------------------------------------- |
|                                                                 | Јусе Сарос    | Голмани | Адам Вај | Судије Брет Ајверсон Данијел Пјехачек Линијске судије Николас Флери Андреас Малмквист |
| Ате Охтама – 36:22 Мико Коиву – 49:27 Александар Берков – 56:34 | 1:0 2:0 3:0   |         |          | Судије Брет Ајверсон Данијел Пјехачек Линијске судије Николас Флери Андреас Малмквист |
| 2 мин                                                           | Искључења     | 14 мин  |          | Судије Брет Ајверсон Данијел Пјехачек Линијске судије Николас Флери Андреас Малмквист |
| 51                                                              | Шутеви на гол | 13      |          | Судије Брет Ајверсон Данијел Пјехачек Линијске судије Николас Флери Андреас Малмквист |

| 12. мај 2016. 16:15 | Сједињене Државе | 4 : 0 (0:0, 3:0, 1:0) | Француска | СЦ Јубилејни, Санкт Петербург Посетилаца: 4.287 |

| Извор                                                                             | Извор           | Извор   | Извор         | Извор                                                                                |
| --------------------------------------------------------------------------------- | --------------- | ------- | ------------- | ------------------------------------------------------------------------------------ |
|                                                                                   | Мајк Кондон     | Голмани | Флоријан Арди | Судије Стефан Фонселијус Данијел Пјехачек Линијске судије Николас Флури Глеб Лазарев |
| Крис Вајдман – 34:23 Конор Марфи – 36:30 Џеј Ти Комфер – 39:55 Брејди Шеј – 41:19 | 1:0 2:0 3:0 4:0 |         |               | Судије Стефан Фонселијус Данијел Пјехачек Линијске судије Николас Флури Глеб Лазарев |
| 12 мин                                                                            | Искључења       | 8 мин   |               | Судије Стефан Фонселијус Данијел Пјехачек Линијске судије Николас Флури Глеб Лазарев |
| 31                                                                                | Шутеви на гол   | 19      |               | Судије Стефан Фонселијус Данијел Пјехачек Линијске судије Николас Флури Глеб Лазарев |

| 12. мај 2015. 20:15 | Канада | 5 : 2 (1:0, 1:2, 3:0) | Немачка | СЦ Јубилејни, Санкт Петербург Посетилаца: 5.369 |

| Извор                                                                                       | Извор                       | Извор                                     | Извор          | Извор                                                                       |
| ------------------------------------------------------------------------------------------- | --------------------------- | ----------------------------------------- | -------------- | --------------------------------------------------------------------------- |
|                                                                                             | Камерон Талбот              | Голмани                                   | Тимо Пјелмајер | Судије Јозеф Кубуш Тобијас Верли Линијске судије Роман Кадерли Џадсон Ритер |
| Тејлор Хол – 03:54 Кори Пери – 23:22 Тејлор Хол – 43:12 Бун Џенер – 46:50 Коди Сиси – 53:17 | 1:0 2:0 2:1 2:2 3:2 4:2 5:2 | 31:31 – Патрик Рајмер 37:36 – Синан Акдаг |                | Судије Јозеф Кубуш Тобијас Верли Линијске судије Роман Кадерли Џадсон Ритер |
| 8 мин                                                                                       | Искључења                   | 6 мин                                     |                | Судије Јозеф Кубуш Тобијас Верли Линијске судије Роман Кадерли Џадсон Ритер |
| 22                                                                                          | Шутеви на гол               | 19                                        |                | Судије Јозеф Кубуш Тобијас Верли Линијске судије Роман Кадерли Џадсон Ритер |

| 13. мај 2016. 16:15 | Сједињене Државе | 5 : 1 (0:0, 3:0, 2:1) | Мађарска | СЦ Јубилејни, Санкт Петербург Посетилаца: 3.598 |

| Извор                                                                                                  | Извор                   | Извор                 | Извор    | Извор                                                                                  |
| --- | ----------------------- | --------------------- | -------- | -------------------------------------------------------------------------------------- |
| | Кит Кинкејд             | Голмани               | Адам Вај | Судије Роман Гофман Константин Олењин Линијске судије Мирослав Лхотски Сакари Суоминен |
| Ник Фолино – 24:37 Винс Хиностроза – 24:55 Дилан Ларкин – 34:12 Ник Фолино – 52:07 Конор Марфи – 55:20 | 1:0 2:0 3:0 4:0 5:0 5:1 | 57:59 – Иштван Софрон |          | Судије Роман Гофман Константин Олењин Линијске судије Мирослав Лхотски Сакари Суоминен |
| 8 мин                                                                                                  | Искључења               | 10 мин                |          | Судије Роман Гофман Константин Олењин Линијске судије Мирослав Лхотски Сакари Суоминен |
| 37 | Шутеви на гол           | 8                     |          | Судије Роман Гофман Константин Олењин Линијске судије Мирослав Лхотски Сакари Суоминен |

| 13. мај 2015. 20:15 | Немачка | 5 : 2 (3:0, 1:1, 1:1) | Белорусија | СЦ Јубилејни, Санкт Петербург Посетилаца: 5.275 |

| Извор | Извор                       | Извор                                       | Извор         | Извор                                                                                |
| --- | --------------------------- | ------------------------------------------- | ------------- | ------------------------------------------------------------------------------------ |
| | Томас Грајс                 | Голмани                                     | Виталиј Ковал | Судије Стефан Фонселијус Брет Ајверсон Линијске судије Јон Килијан Андреас Малмквист |
| Патрик Рајмер – 04:26 Леон Драјзајтл – 05:44 Феликс Шиц – 10:47 Брукс Масик – 34:23 Gogulla (Дерил Бојл) – 59:51 | 1:0 2:0 3:0 3:1 4:1 4:2 5:2 | 28:08 – Андреј Степанов 49:14 – Андреј Стас |               | Судије Стефан Фонселијус Брет Ајверсон Линијске судије Јон Килијан Андреас Малмквист |
| 8 мин | Искључења                   | 4 мин                                       |               | Судије Стефан Фонселијус Брет Ајверсон Линијске судије Јон Килијан Андреас Малмквист |
| 19 | Шутеви на гол               | 18                                          |               | Судије Стефан Фонселијус Брет Ајверсон Линијске судије Јон Килијан Андреас Малмквист |

| 14. мај 2016. 12:15 | Француска | 1 : 3 (0:0, 0:3, 1:0) | Финска | СЦ Јубилејни, Санкт Петербург Посетилаца: 4.278 |

| Извор                       | Извор                      | Извор                                                             | Извор         | Извор                                                                              |
| --------------------------- | -------------------------- | ----------------------------------------------------------------- | ------------- | ---------------------------------------------------------------------------------- |
|                             | Кристобал Уе Ронан Кеменер | Голмани                                                           | Мико Коскинен | Судије Роман Гофман Максим Сидоренко Линијске судије Ниолас Флури Мирослав Лхотски |
| Пјер Едуард Белемар – 52:31 | 0:1 0:2 0:3 1:3            | 25:00 – Еса Линдел 30:40 – Александар Барков 34:50 – Патрик Лаине |               | Судије Роман Гофман Максим Сидоренко Линијске судије Ниолас Флури Мирослав Лхотски |
| 8 мин                       | Искључења                  | 8 мин                                                             |               | Судије Роман Гофман Максим Сидоренко Линијске судије Ниолас Флури Мирослав Лхотски |
| 18                          | Шутеви на гол              | 19                                                                |               | Судије Роман Гофман Максим Сидоренко Линијске судије Ниолас Флури Мирослав Лхотски |

| 14. мај 2015. 16:15 | Мађарска | 5 : 2 (2:1, 2:1, 1:0) | Белорусија | СЦ Јубилејни, Санкт Петербург Посетилаца: 4.539 |

| Извор                                                                                       | Извор                       | Извор                                 | Извор                      | Извор                                                                         |
| ------------------------------------------------------------------------------------------- | --------------------------- | ------------------------------------- | -------------------------- | ----------------------------------------------------------------------------- |
|                                                                                             | Миклош Рајна                | Голмани                               | Кевин Лаланд Виталиј Ковал | Судије Јозеф Кубуш Тобијас Верли Линијске судије Џадсон Ритер Сакари Суоминен |
| Ђерђ Нађ – 5:31 Јанош Вас – 10:31 Балаж Себок – 30:32 Вилмош Гало – 33:49 Јанош Вас – 59:57 | 1:0 2:0 2:1 2:2 3:2 4:2 5:2 | 12:31 – Џеф Плат 26:43 – Артур Гаврус |                            | Судије Јозеф Кубуш Тобијас Верли Линијске судије Џадсон Ритер Сакари Суоминен |
| 10 мин                                                                                      | Искључења                   | 12 мин                                |                            | Судије Јозеф Кубуш Тобијас Верли Линијске судије Џадсон Ритер Сакари Суоминен |
| 18                                                                                          | Шутеви на гол               | 19                                    |                            | Судије Јозеф Кубуш Тобијас Верли Линијске судије Џадсон Ритер Сакари Суоминен |

| 14. мај 2016. 20:15 | Канада | 5 : 0 (2:0, 2:0, 1:0) | Словачка | СЦ Јубилејни, Санкт Петербург Посетилаца: 5.512 |

| мртва веза] Извор                                                                                   | мртва веза] Извор   | мртва веза] Извор | мртва веза] Извор | мртва веза] Извор                                                                    |
| --------------------------------------------------------------------------------------------------- | ------------------- | ----------------- | ----------------- | ------------------------------------------------------------------------------------ |
| | Камерон Талбот      | Голмани           | Јулиус Худачек    | Судије Константин Олењин Данијел Пјехачек Линијске судије Роман Кадерли Глеб Лазарев |
| Морган Рајли – 11:09 Мет Душен – 18:30 Тејлор Хол – 33:56 Марк Шејфел – 38:35 Дерик Брасард – 50:27 | 1:0 2:0 3:0 4:0 5:0 |                   |                   | Судије Константин Олењин Данијел Пјехачек Линијске судије Роман Кадерли Глеб Лазарев |
| 4 мин                                                                                               | Искључења           | 12 мин            |                   | Судије Константин Олењин Данијел Пјехачек Линијске судије Роман Кадерли Глеб Лазарев |
| 33                                                                                                  | Шутеви на гол       | 18                |                   | Судије Константин Олењин Данијел Пјехачек Линијске судије Роман Кадерли Глеб Лазарев |

| 15. мај 2015. 16:15 | Немачка | 3 : 2 (2:1, 0:1, 1:0) | Сједињене Државе | СЦ Јубилејни, Санкт Петербург Посетилаца: 4.798 |

| Извор                                                                  | Извор               | Извор                                    | Извор       | Извор                                                                                 |
| ---------------------------------------------------------------------- | ------------------- | ---------------------------------------- | ----------- | ------------------------------------------------------------------------------------- |
|                                                                        | Томас Грајс         | Голмани                                  | Мајк Кондон | Судије Максим Сидоренко Тобијас Верли Линијске судије Николас Флури Андреас Малмквист |
| Патрик Хагер – 02:19 Кристијан Ерхоф – 13:06 Корбинијан Холцер – 59:27 | 1:0 1:1 2:1 2:2 3:2 | 10:35 – Џејк Макејб 20:26 – Остон Метјус |             | Судије Максим Сидоренко Тобијас Верли Линијске судије Николас Флури Андреас Малмквист |
| 14 мин                                                                 | Искључења           | 6 мин                                    |             | Судије Максим Сидоренко Тобијас Верли Линијске судије Николас Флури Андреас Малмквист |
| 14                                                                     | Шутеви на гол       | 33                                       |             | Судије Максим Сидоренко Тобијас Верли Линијске судије Николас Флури Андреас Малмквист |

| 15. мај 2016. 20:15 | Словачка | 0 : 5 (0:0, 0:2, 0:3) | Финска | СЦ Јубилејни, Санкт Петербург Посетилаца: 5.679 |

| Извор | Извор               | Извор | Извор      | Извор                                                                     |
| ----- | ------------------- | --- | ---------- | ------------------------------------------------------------------------- |
|       | Јулиус Худачек      | Голмани | Јусе Сарос | Судије Линус Олунд марк Вијеганд Линијске судије Јон Килијан Џадсон Ритер |
|       | 0:1 0:2 0:3 0:4 0:5 | 31:07 – Мико Коиву 31:47 – Анти Пилстрем 46:46 – Александар Барков 59:45 – Јуси Јокинен 59:57 – Патрик Лаине |            | Судије Линус Олунд марк Вијеганд Линијске судије Јон Килијан Џадсон Ритер |
| 8 мин | Искључења           | 4 мин |            | Судије Линус Олунд марк Вијеганд Линијске судије Јон Килијан Џадсон Ритер |
| 14    | Шутеви на гол       | 35 |            | Судије Линус Олунд марк Вијеганд Линијске судије Јон Килијан Џадсон Ритер |

| 16. мај 2015. 16:15 | Канада | 4 : 0 (1:0, 1:0, 2:0) | Француска | СЦ Јубилејни, Санкт Петербург Посетилаца: 5.219 |

| Извор                                                                      | Извор           | Извор   | Извор         | Извор                                                                           |
| -------------------------------------------------------------------------- | --------------- | ------- | ------------- | ------------------------------------------------------------------------------- |
|                                                                            | Калвин Пикард   | Голмани | Ронан Кеменер | Судије Антоњин Јержабек Линус Олунд Линијске судије Јон Килијан Сакари Суоминен |
| Марк Стоун – 08:32 Мет Душен – 35:26 Марк Шејфел – 43:51 Кори Пери – 54:45 | 1:0 2:0 3:0 4:0 |         |               | Судије Антоњин Јержабек Линус Олунд Линијске судије Јон Килијан Сакари Суоминен |
| 4 мин                                                                      | Искључења       | 8 мин   |               | Судије Антоњин Јержабек Линус Олунд Линијске судије Јон Килијан Сакари Суоминен |
| 46                                                                         | Шутеви на гол   | 13      |               | Судије Антоњин Јержабек Линус Олунд Линијске судије Јон Килијан Сакари Суоминен |

| 16. мај 2016. 20:15 | Немачка | 4 : 2 (0:1, 1:0, 3:1) | Мађарска | СЦ Јубилејни, Санкт Петербург Посетилаца: 5.038 |

| Извор                                                                              | Извор                   | Извор                                    | Извор        | Извор                                                                            |
| ---------------------------------------------------------------------------------- | ----------------------- | ---------------------------------------- | ------------ | -------------------------------------------------------------------------------- |
|                                                                                    | Томас Грајс             | Голмани                                  | Миклош Рајна | Судије Мартин Фрањо Константин Олењин Линијске судије Роман Кадерли Глеб Лазарев |
| Патрик Хагер– 31:42 Денис Ројл – 41:22 Константин Браун – 57:24 Марцел Гоч – 59:27 | 0:1 1:1 2:1 2:2 3:2 4:2 | 09:09 – Иштван Софрон 45:14 – Кевин Верс |              | Судије Мартин Фрањо Константин Олењин Линијске судије Роман Кадерли Глеб Лазарев |
| 4 мин                                                                              | Искључења               | 8 мин                                    |              | Судије Мартин Фрањо Константин Олењин Линијске судије Роман Кадерли Глеб Лазарев |
| 34                                                                                 | Шутеви на гол           | 16                                       |              | Судије Мартин Фрањо Константин Олењин Линијске судије Роман Кадерли Глеб Лазарев |

| 17. мај 2015. 12:15 | Сједињене Државе | 2 : 3 (про) (0:1, 1:0, 1:1; 0:1) | Словачка | СЦ Јубилејни, Санкт Петербург Посетилаца: 5.080 |

| Извор                                  | Извор               | Извор                                                             | Извор          | Извор                                                                                 |
| -------------------------------------- | ------------------- | ----------------------------------------------------------------- | -------------- | ------------------------------------------------------------------------------------- |
|                                        | Кит Кинкејд         | Голмани                                                           | Јулиус Худачек | Судије Антоњин Јержабек Максим Сидоренко Линијске судије Глеб Лазарев Сакари Суоминен |
| Брок Нелсон – 27:15 Ник Фолино – 42:53 | 0:1 1:1 2:1 2:2 2:3 | 18:39 – Кристијан Јарош 52:14 – Павол Скалицки 60:59 – Марко Дањо |                | Судије Антоњин Јержабек Максим Сидоренко Линијске судије Глеб Лазарев Сакари Суоминен |
| 10 мин                                 | Искључења           | 4 мин                                                             |                | Судије Антоњин Јержабек Максим Сидоренко Линијске судије Глеб Лазарев Сакари Суоминен |
| 25                                     | Шутеви на гол       | 30                                                                |                | Судије Антоњин Јержабек Максим Сидоренко Линијске судије Глеб Лазарев Сакари Суоминен |

| 17. мај 2016. 16:15 | Белорусија | 3 : 0 (0:0, 2:0, 1:0) | Француска | СЦ Јубилејни, Санкт Петербург Посетилаца: 4.895 |

| Извор                                                    | Извор         | Извор   | Извор        | Извор                                                                           |
| -------------------------------------------------------- | ------------- | ------- | ------------ | ------------------------------------------------------------------------------- |
|                                                          | Виталиј Ковал | Голмани | Кристобал Уе | Судије мартин Фрањо Линус Олунд Линијске судије Роман кадерли Андреас Малмквист |
| Андреј Стас – 25:12 Џеф Плат – 38:23 Андреј Стас – 44:59 | 1:0 2:0 3:0   |         |              | Судије мартин Фрањо Линус Олунд Линијске судије Роман кадерли Андреас Малмквист |
| 12 мин                                                   | Искључења     | 12 мин  |              | Судије мартин Фрањо Линус Олунд Линијске судије Роман кадерли Андреас Малмквист |
| 32                                                       | Шутеви на гол | 21      |              | Судије мартин Фрањо Линус Олунд Линијске судије Роман кадерли Андреас Малмквист |

| 17. мај 2015. 20:15 | Канада | 0 : 4 (0:0, 0:3, 0:1) | Финска | СЦ Јубилејни, Санкт Петербург Посетилаца: 5.890 |

| Извор  | Извор           | Извор                                                                                     | Извор         | Извор                                                                           |
| ------ | --------------- | ----------------------------------------------------------------------------------------- | ------------- | ------------------------------------------------------------------------------- |
|        | Камерон Талбот  | Голмани                                                                                   | Мико Коскинен | Судије Роман Гофман Тобијас Верли Линијске судије Мирослав Лхотски Џадсон Ритер |
|        | 0:1 0:2 0:3 0:4 | 26:10 – Томи Кивисте 36:03 – Леонид Комаров 38:50 – Мика Пјереле 42:32 – Јарно Коскиранта |               | Судије Роман Гофман Тобијас Верли Линијске судије Мирослав Лхотски Џадсон Ритер |
| 12 мин | Искључења       | 4 мин                                                                                     |               | Судије Роман Гофман Тобијас Верли Линијске судије Мирослав Лхотски Џадсон Ритер |
| 21     | Шутеви на гол   | 19                                                                                        |               | Судије Роман Гофман Тобијас Верли Линијске судије Мирослав Лхотски Џадсон Ритер |

Табела групе Б
| #  | Репрезентација   | Ут | П | Ппр | Ипр | И | ГД | ГП | ГР  | Бод |
| -- | ---------------- | -- | - | --- | --- | - | -- | -- | --- | --- |
| 1. | Финска           | 7  | 7 | 0   | 0   | 0 | 29 | 6  | +23 | 21  |
| 1. | Канада           | 7  | 6 | 0   | 0   | 1 | 34 | 8  | +26 | 18  |
| 3. | Немачка          | 7  | 4 | 0   | 1   | 2 | 22 | 20 | +2  | 13  |
| 4. | Сједињене Државе | 7  | 3 | 0   | 1   | 3 | 22 | 18 | +4  | 10  |
| 5. | Словачка         | 7  | 2 | 1   | 0   | 4 | 15 | 23 | -8  | 8   |
| 6. | Белорусија       | 7  | 2 | 0   | 0   | 5 | 16 | 32 | -16 | 6   |
| 7. | Француска        | 7  | 1 | 1   | 0   | 5 | 11 | 23 | -12 | 5   |
| 8. | Мађарска         | 7  | 1 | 0   | 0   | 6 | 12 | 31 | -19 | 3   |

## Елиминациона фаза
|  | Четвртфинале        | Четвртфинале |                  |   | Полуфинале  | Полуфинале  |  |  | Финале | Финале |
|  |                     |              |                  |   |             |             |  |  |        |        |
|  | 19. мај             |              |                  |   |             |             |  |  |        |        |
|  |                     |              |                  |   |             |             |  |  |        |        |
|  | Чешка А1            | 1            |                  |   |             |             |  |  |        |        |
|  | Чешка А1            | 1            | 21. мај          |   |             |             |  |  |        |        |
|  | Сједињене Државе Б4 | 2            |                  |   |             |             |  |  |        |        |
|  | Сједињене Државе Б4 | 2            | Сједињене Државе | 3 |             |             |  |  |        |        |
|  | 19. мај             |              | Сједињене Државе | 3 |             |             |  |  |        |        |
|  |                     | Канада       | 4                |   |             |             |  |  |        |        |
|  | Канада Б2           | Канада       | 4                | 6 |             |             |  |  |        |        |
|  | Канада Б2           |              | 22. мај          | 6 |             |             |  |  |        |        |
|  | Шведска А3          | 0            |                  |   |             |             |  |  |        |        |
|  | Шведска А3          | 0            | Канада           | 2 |             |             |  |  |        |        |
|  | 19. мај             |              | Канада           | 2 |             |             |  |  |        |        |
|  |                     | Финска       | 0                |   |             |             |  |  |        |        |
|  | Финска Б1           | Финска       | 0                | 5 |             |             |  |  |        |        |
|  | Финска Б1           | 21. мај      |                  | 5 |             |             |  |  |        |        |
|  | Данска А4           | 1            |                  |   |             |             |  |  |        |        |
|  | Данска А4           | 1            | Финска           | 3 |             |             |  |  |        |        |
|  | 19. мај             |              | Финска           | 3 |             |             |  |  |        |        |
|  |                     | Русија       | 1                |   | Треће место | Треће место |  |  |        |        |
|  | Русија А2           | Русија       | 1                | 4 | Треће место | Треће место |  |  |        |        |
|  | Русија А2           |              | 22. мај          | 4 |             |             |  |  |        |        |
|  | Немачка Б3          | 1            |                  |   |             |             |  |  |        |        |
|  | Немачка Б3          | 1            | Сједињене Државе | 2 |             |             |  |  |        |        |
|  |                     |              |                  |   |             |             |  |  |        |        |
|  | Русија              | 7            |                  |   |             |             |  |  |        |        |
|  | Русија              | 7            |                  |   |             |             |  |  |        |        |

### Четвртфинала
| 19. мај 2016. 16:15 | Чешка | 1 : 2 (пен) (1:0, 0:1, 0:0; 0:0; 0:1) | Сједињене Државе | ВТБ арена, Москва Посетилаца: 7.853 |

| Извор                                                        | Извор          | Извор                                          | Извор       | Извор                                                                               |
| ------------------------------------------------------------ | -------------- | ---------------------------------------------- | ----------- | ----------------------------------------------------------------------------------- |
|                                                              | Доминик Фурх   | Голмани                                        | Кит Кинкејд | Судије Линус Олунд Тобијас Верли Линијске судије Александар Отмахов Хенрик Пихлблад |
| Томаш Зохорна – 15:23 Лукаш Кашпар Петар Кукал Томаш Зохорна | 1:0 1:1 Пенали | 21:27 – Остон Метјус Мет Хендрикс Остон Метјус |             | Судије Линус Олунд Тобијас Верли Линијске судије Александар Отмахов Хенрик Пихлблад |
| 12 мин                                                       | Искључења      | 12 мин                                         |             | Судије Линус Олунд Тобијас Верли Линијске судије Александар Отмахов Хенрик Пихлблад |
| 32                                                           | Шутеви на гол  | 28                                             |             | Судије Линус Олунд Тобијас Верли Линијске судије Александар Отмахов Хенрик Пихлблад |

| 19. мај 2016. 16:15 | Финска | 5 : 1 (1:0, 2:1, 2:1) | Данска | Јубилејни, Санкт Петербург Посетилаца: 5.038 |

| Извор | Извор                   | Извор             | Извор          | Извор                                                                      |
| --- | ----------------------- | ----------------- | -------------- | -------------------------------------------------------------------------- |
| | Мико Коскинен           | Голмани           | Себастијан Дам | Судије Мартин Фрањо Јозеф Кубуш Линијске судије Николас Флури Глеб Лазарев |
| Микаел Гранлунд – 14:29 Јарно Коскиранта – 21:45 Патрик Лаине – 38:57 Јуси Јокинен – 57:46 Микаел Гранлунд – 58:07 | 1:0 2:0 2:1 3:1 4:1 5:1 | 31:42 – Ларс Елер |                | Судије Мартин Фрањо Јозеф Кубуш Линијске судије Николас Флури Глеб Лазарев |
| 6 мин | Искључења               | 6 мин             |                | Судије Мартин Фрањо Јозеф Кубуш Линијске судије Николас Флури Глеб Лазарев |
| 28 | Шутеви на гол           | 17                |                | Судије Мартин Фрањо Јозеф Кубуш Линијске судије Николас Флури Глеб Лазарев |

| 19. мај 2016. 20:15 | Русија | 4 : 1 (0:1, 3:0, 1:0) | Немачка | ВТБ арена, Москва Посетилаца: 12.199 |

| Извор                                                                                           | Извор               | Извор                 | Извор       | Извор                                                                                  |
| ----------------------------------------------------------------------------------------------- | ------------------- | --------------------- | ----------- | -------------------------------------------------------------------------------------- |
|                                                                                                 | Сергеј Бобровски    | Голмани               | Томас Грајс | Судије Тобијас Бјерк Алекси Рантала Линијске судије Мирослав Лхотски Фрејжер Макинтајр |
| Вадим Шипачов – 20:40 Јевгениј Дадонов – 27:17 Вадим Шипачов – 34:14 Александар Овечкин – 42:45 | 0:1 1:1 2:1 3:1 4:1 | 04:45 – Патрик Рајмер |             | Судије Тобијас Бјерк Алекси Рантала Линијске судије Мирослав Лхотски Фрејжер Макинтајр |
| 2 мин                                                                                           | Искључења           | 4 мин                 |             | Судије Тобијас Бјерк Алекси Рантала Линијске судије Мирослав Лхотски Фрејжер Макинтајр |
| 37                                                                                              | Шутеви на гол       | 20                    |             | Судије Тобијас Бјерк Алекси Рантала Линијске судије Мирослав Лхотски Фрејжер Макинтајр |

| 19. мај 2016. 20:15 | Канада | 6 : 0 (1:0, 3:0, 2:0) | Шведска | Јубилејни, Санкт Петербург Посетилаца: 6.090 |

| Извор | Извор                   | Извор   | Извор           | Извор                                                                             |
| --- | ----------------------- | ------- | --------------- | --------------------------------------------------------------------------------- |
| | Камерон Талбот          | Голмани | Јакоб Маркстрем | Судије Роман Гофман Максим Сидоренко Линијске судије Џадсон Ритер Сакари Суоминен |
| Марк Шајфел – 18:39 Метју Дамба – 26:05 Бредли Маршанд – 32:02 Макс Доми – 32:13 Марк Стоун – 51:05 Дерик Брасар – 53:22 | 1:0 2:0 3:0 4:0 5:0 6:0 |         |                 | Судије Роман Гофман Максим Сидоренко Линијске судије Џадсон Ритер Сакари Суоминен |
| 10 мин | Искључења               | 18 мин  |                 | Судије Роман Гофман Максим Сидоренко Линијске судије Џадсон Ритер Сакари Суоминен |
| 34 | Шутеви на гол           | 24      |                 | Судије Роман Гофман Максим Сидоренко Линијске судије Џадсон Ритер Сакари Суоминен |

### Полуфинала
| 21. мај 2016. 16:15 | Финска | 3 : 1 (0:1, 3:0, 0:0) | Русија | ВТБ арена, Москва Посетилаца: 12.215 |

| Извор                                                              | Извор           | Извор                  | Извор            | Извор                                                                          |
| ------------------------------------------------------------------ | --------------- | ---------------------- | ---------------- | ------------------------------------------------------------------------------ |
|                                                                    | Мико Коскинен   | Голмани                | Сергеј Бобровски | Судије Мартин Фрањо Јозеф Кубуш Линијске судије Фрејжер Макинтајр Џадсон Ритер |
| Себастијан Ахо — 25:34 Јуси Јокинен — 35:50 Себастијан Ахо — 38:15 | 0:1 1:1 2:1 3:1 | 02:52 — Сергеј Широков |                  | Судије Мартин Фрањо Јозеф Кубуш Линијске судије Фрејжер Макинтајр Џадсон Ритер |
| 10 мин                                                             | Искључења       | 8 мин                  |                  | Судије Мартин Фрањо Јозеф Кубуш Линијске судије Фрејжер Макинтајр Џадсон Ритер |
| 16                                                                 | Шутеви на гол   | 29                     |                  | Судије Мартин Фрањо Јозеф Кубуш Линијске судије Фрејжер Макинтајр Џадсон Ритер |

| 21. мај 2016. 20:15 | Канада | 4 : 3 (2:0, 1:3, 1:0) | Сједињене Државе | ВТБ арена, Москва Посетилаца: 10.455 |

| Извор                                                                                  | Извор                       | Извор                                                            | Извор       | Извор                                                                                 |
| -------------------------------------------------------------------------------------- | --------------------------- | ---------------------------------------------------------------- | ----------- | ------------------------------------------------------------------------------------- |
|                                                                                        | Камерон Талбот              | Голмани                                                          | Кит Кинкејд | Судије Роман Гофман Тобијас Верли Линијске судије Мирослав Лхотски Александар Отмахов |
| Брендан Галахер – 08:59 Бредли Маршан – 18:02 Дерик Брасард – 35:30 Рајан Елис – 41:34 | 1:0 2:0 2:1 2:2 2:3 3:3 4:3 | 21:14 – Остон Метјус 23:57 – Дејвид Варсофски 28:25 – Тајлер Мот |             | Судије Роман Гофман Тобијас Верли Линијске судије Мирослав Лхотски Александар Отмахов |
| 6 мин                                                                                  | Искључења                   | 14 мин                                                           |             | Судије Роман Гофман Тобијас Верли Линијске судије Мирослав Лхотски Александар Отмахов |
| 27                                                                                     | Шутеви на гол               | 33                                                               |             | Судије Роман Гофман Тобијас Верли Линијске судије Мирослав Лхотски Александар Отмахов |

### Утакмица за бронзану медаљу
| 22. мај 2016. 16:15 | Русија | 7 : 2 (2:0, 3:1, 2:1) | Сједињене Државе | ВТБ арена, Москва Посетилаца: 12.043 |

| Извор | Извор                               | Извор                                       | Извор                   | Извор                                                                              |
| --- | ----------------------------------- | ------------------------------------------- | ----------------------- | ---------------------------------------------------------------------------------- |
| | Сергеј Бобровски                    | Голмани                                     | Кит Кинкејд Мајк Кондон | Судије Тобијас Бјерк Мартин Фрањо Линијске судије Мирослав Лхотски Хенрик Пихлблад |
| Вјачеслав Војнов – 06:23 Сергеј Мозјакин – 13:41 Иван Телегин – 29:36 Јевгениј Дадонов – 32:49 Артемиј Панарин – 35:22 Сергеј Мозјакин – 53:13 Вадим Шипачов – 59:53 | 1:0 2:0 3:0 4:0 4:1 5:1 5:2 6:2 7:2 | 34:29 – Френк Ватрано 43:42 – Френк Ватрано |                         | Судије Тобијас Бјерк Мартин Фрањо Линијске судије Мирослав Лхотски Хенрик Пихлблад |
| 10 мин | Искључења                           | 8 мин                                       |                         | Судије Тобијас Бјерк Мартин Фрањо Линијске судије Мирослав Лхотски Хенрик Пихлблад |
| 29 | Шутеви на гол                       | 30                                          |                         | Судије Тобијас Бјерк Мартин Фрањо Линијске судије Мирослав Лхотски Хенрик Пихлблад |

### Утакмица за златну медаљу
Последња утакмица на првенству био је финални меч одигран 22. маја у вечерњем термину, у ВТБ арени у Москви. У финалу су се састали селекције Финске, која је до тог дуела имала стопостотни учинак од 9 победа у 9 одиграних утакмица, уз гол разлику 37:8, и селекција Канаде која је једини пораз пре финала доживела управо од Финске у групној фази такмичења. Судијску четворку чинили су Роман Гофман из Русије и Тобијас Верли из Швајцарске као главне судије, те Фрејжер Макинтајр и Глеб Лазарев на позицијама линијских судија.
Канађани су много боље отворили финалну утакмицу и већ средином прве трећине Конор Макдејвид на асистенцију Мета Душена постиже водећи погодак за свој тим. Био је то уједно и први погодак Макдејвида на целом првенству. У наставку утакмице Канађани су вешто чували стечену предност и ефективном одбраном готово у потпуности одсекли нападачки део финске репрезентације, тако да су Финци до краја утакмице забележили тек 16 шутева ка голу противника. Пред крај утакмице селектор Финске је извео голмана Коскинена и на тај начин покушао да створи вештачку предност, међутим на секунд пре краја утакмице Канађани одузимају пак противнику и Мет Душен без проблема упућује пак у празну мрежу противника. Канада добија утакмицу резултатом 2:0 и осваја своју 26. титулу светских првака. Утакмицу је званично посматрало 11.509 гледалаца.
Капитен канадске репрезентације Кори Пери примио је пехар намењен победнику светског првенства из руку председника Руске Федерације Владимира Путина.
Занимљиво је да је Кори Пери захваљујући овој титули постао 28. чланом престижне Хокејашке златне тројке, признања које се додељује играчима који су током каријере успевали да освоје Стенли куп, олимпијско злато и светско првенство. Конор Макдејвид је са 19. година уједно постао најмлађим освајачем светског злата у историји светских првенстава.
| 22. мај 2016. 20:45 | Финска | 0 : 2 (0:1, 0:0, 0:1) | Канада | ВТБ арена, Москва Посетилаца: 11.509 |

| Извор | Извор         | Извор                                     | Извор          | Извор                                                                            |
| ----- | ------------- | ----------------------------------------- | -------------- | -------------------------------------------------------------------------------- |
|       | Мико Коскинен | Голмани                                   | Камерон Талбот | Судије Роман Гофман Тобијас Верли Линијске судије Глеб Лазарев Фрејжер Макинтајр |
|       | 0:1 0:2       | 11:24 — Конор Макдејвид 59:59 — Мет Душен |                | Судије Роман Гофман Тобијас Верли Линијске судије Глеб Лазарев Фрејжер Макинтајр |
| 6 мин | Искључења     | 8 мин                                     |                | Судије Роман Гофман Тобијас Верли Линијске судије Глеб Лазарев Фрејжер Макинтајр |
| 16    | Шутеви на гол | 33                                        |                | Судије Роман Гофман Тобијас Верли Линијске судије Глеб Лазарев Фрејжер Макинтајр |

## Коначни пласман и признања

### Коначан пласман
Коначан пласман на светском првенству елитне дивизије 2015. је следећи:
|     | Канада           |
|     | Финска           |
|     | Русија           |
| 4.  | Сједињене Државе |
| 5.  | Чешка            |
| 6.  | Шведска          |
| 7.  | Немачка          |
| 8.  | Данска           |
| 9.  | Словачка         |
| 10. | Норвешка         |
| 11. | Швајцарска       |
| 12. | Белорусија       |
| 13. | Летонија         |
| 14. | Француска        |
| 15. | Мађарска         |
| 16. | Казахстан        |

## Играчка статистика

### Најбољи стрелци
Игарчи су на листи рангирани по броју освојених поена, а потом по головима:
| Хокејаш          | Ут. | Гол. | Асис. | Поени | +/- | Искљ. у мин |
| ---------------- | --- | ---- | ----- | ----- | --- | ----------- |
| Вадим Шипачов    | 10  | 6    | 12    | 18    | +10 | 8           |
| Артемиј Панарин  | 10  | 6    | 9     | 15    | +9  | 4           |
| Јевгениј Дадонов | 10  | 6    | 7     | 13    | +10 | 6           |
| Патрик Лаине     | 10  | 7    | 5     | 12    | +4  | 4           |
| Микаел Гранлунд  | 10  | 4    | 8     | 12    | +6  | 2           |
| Дерик Брасард    | 10  | 5    | 6     | 11    | +9  | 4           |
| Павел Дацјук     | 10  | 1    | 10    | 11    | +6  | 0           |
| Мет Душен        | 10  | 5    | 5     | 10    | +10 | 2           |
| Мико Коиву       | 10  | 4    | 6     | 10    | +8  | 12          |
| Марк Стоун       | 10  | 4    | 6     | 10    | +8  | 6           |

Извор: IIHF.com Архивирано на веб-сајту  (24. јун 2016)
- Вадим Шипачов
- Јевгениј Дадонов
- Патрик Лаине
- Микаел Гранлунд
- Дерик Брасард
- Павел Дацјук

### Најбољи голмани
Статистика 5 најбољих голмана базирана на проценту одбрањених шутева ка голу (сваки од голмана је одиграо минимум 40% минута своје екипе):
| Голман           | Мин    | ШНГ | ПГ   | ППГ | О%    | БПГ |
| ---------------- | ------ | --- | ---- | --- | ----- | --- |
| Доминик Фурх     | 255:00 | 4   | 0.94 | 100 | 96.00 | 2   |
| Мико Коскинен    | 479:01 | 9   | 1.13 | 169 | 94.67 | 1   |
| Камерон Талбот   | 480:00 | 10  | 1.25 | 167 | 94.01 | 4   |
| Себастијан Дам   | 434:04 | 16  | 2.21 | 248 | 93.55 | 1   |
| Сергеј Бобровски | 520:51 | 15  | 1.73 | 218 | 93.12 | 1   |

Извор: IIHF.com Архивирано на веб-сајту  (24. јун 2016)
- Мико Коскинен
- Камерон Талбот
- Себастијан Дам
- Сергеј Бобровски
- Кит Кинкејд

## Састави освајача медаља
|                 | Злато | Сребро | Бронза |  |  |  |
|                 | | | |  |  |  |
| Освајачи медаља | Канада · Тејлор Хол · Коди Сиси · Рајан Елис · Мајкл Матисон · Крис Танев · Мет Душен · Бен Хатон · Брендан Галахер · Метју Думба · Макс Доми · Дерик Брасард · Сем Рејнхарт · Кори Пери · Рајан Мари · Калвин Пикард · Камерон Талбот · Бун Џенер · Морган Рајли · Марк Шејфел · Марк Стоун · Бредли Маршан · Рајан О'Рајли · Конор Макдејвид | Финска · Јусе Сарос · Виле Пока · Томи Кивисте · Ласе Куконен · Топи Јакола · Еса Линдел · Мико Коиву · Мико Коскинен · Себастијан Ахо · Јани Лајунен · Анси Салмела · Патрик Лаине · Никлас Бекстрем · Јуси Јокинен · Мика Пјереле · Јусо Хијетанен · Јарно Коскиранта · Анти Пихлстрем · Томи Салинен · Ате Охтама · Тему Пулкинен · Александар Барков · Микаел Гранлунд · Лео Комаров · Мико Рантанен | Русија · Иван Телегин · Александар Овечкин · Виктор Антипин · Сергеј Мозјакин · Павел Дацјук · Сергеј Плотников · Никита Зајцев · Роман Љубимов · Вјачеслав Војнов · Артемиј Панарин · Игор Шесторкин · Иља Сорокин · Степан Саников · Сергеј Калињин · Сергеј Широков · Алексеј Марченко · Јевгениј Дадонов · Сергеј Бобровски · Максим Чудинов · Алексеј Јемељин · Антон Белов · Дмитриј Орлов · Вадим Шипачов · Јевгениј Кузњецов · Александар Бурмистров |  |  |  |